# 1 000 kilomètres de Spa 2005
Vous lisez un « bon article » labellisé en 2018.
Navigation
Édition précédente Édition suivante
Les 1 000 kilomètres de Spa 2005, disputés le 17 avril 2005 sur le circuit de Spa-Francorchamps en Belgique, sont la cinquième course des Le Mans Endurance Series courues depuis 2004. Il s'agit de la vingt-cinquième édition de l'épreuve, la vingtième sur un format de 1 000 kilomètres, et la première manche des Le Mans Endurance Series 2005.
La victoire est remportée par la Zytek 04S usine no 15 pilotée par John Nielsen, Casper Elgaard et Hayanari Shimoda, qui a contenu sous la pluie la Pescarolo C60 Hybrid no 17. Dans la catégorie LMP2, Chamberlain Synergy Motorsport impose sa Lola B05/40 (cinquième du classement général), pilotée par Bob Berridge, Gareth Evans et Peter Owen. En GT1, à une position du vainqueur en LMP2, la Ferrari 550 GTS Maranello de l'écurie italienne BMS Scuderia Italia l'emporte avec les pilotes Fabrizio Gollin, Matteo Cressoni et Miguel Ramos. Ferrari réalise un triplé, puisque la 550 GTS Maranello de Convers Team se hisse au second rang de la catégorie, suivie de la voiture sœur de BMS. En GT2, la TVR Tuscan T400R du Team LNT aux mains des britanniques Warren Hughes, Lawrence Tomlinson et Jonny Kane, parvient à se défaire des Porsche pour signer la victoire.
Le week-end de course est marqué par l'arrivée d'une pluie continue qui entraîne de nombreuses sorties de piste, accidents et accrochages. Seules vingt-deux voitures sont classées sur quarante-sept partantes. En outre, la manche voit l'arrivée d'une nouvelle réglementation autour des châssis des LMP1, faisant cohabiter les prototypes d'ancienne et nouvelle génération, dits « hybride ».

## Contexte avant la course

### Une nouvelle réglementation faisant cohabiter deux générations de prototypes
Les 1 000 kilomètres de Spa 2005 voient l'arrivée en compétition de nouvelles voitures, comme le souligne Daniel Poissenot, le directeur de course du championnat : « Nous aurons cette année un certain nombre de voitures dites « hybrides » qui seront éligibles jusqu'à fin 2006, et les anciennes qui, elles disparaîtront à la fin de cette année. C’est une période de transition ».
Dans la catégorie LMP1, deux types de prototypes sont homologables ; d'une part les LMP900 et LMP675 fabriquées avant la saison 2004, et d'autre part les nouvelles LMP1 « hybrides » fabriquées à partir de la réglementation entrée en vigueur à partir du 1er janvier 2005. Les LMP900 de 2004 doivent composer avec une augmentation du poids atteignant 950 kg, quant aux anciennes LMP675, elles pèsent désormais 720 kg. À cylindrée égale avec les nouvelles LMP1 de 2005, les anciennes de 2004 voient leurs brides d'admission d'air se réduire de 15 %. Mais l'Automobile Club de l'Ouest prend la décision de réduire la capacité des réservoirs d'essence des nouveaux modèles de 10 l, avec en contrepartie, une réduction du diamètre de la bride de remplissage en carburant pour les anciens modèles de 2 cm, dans l'objectif que ces dernières ne gagnent pas de temps durant leurs arrêts aux stands respectifs.
Alors que les Audi R8 étaient favorites en 2004, la nouvelle réglementation n'avantage pas les anciens modèles dont l'Audi fait partie selon Hugues de Chaunac, le patron d'Oreca : « Il est frustrant de ne plus pouvoir envisager de gagner qu'en exploitant les problèmes des autres. À la régulière, il est clair que sur six heures, c'est devenu impossible pour une Audi. La réalité dépasse de loin toutes les simulations. Au Mans, ce ne sont pas trois secondes et demie que nous allons perdre par tour, mais plutôt cinq ». Alors que la R8 est lestée de 50 kg, la Zytek 04S, auparavant engagée en catégorie LMP675 (ex LMP2), ne l'est que de 20 kg. Vu qu'en 2003, la Zytek n'a jamais pesé 675 kg comme le voulait l'ancienne catégorie, mais plutôt 700 kg environ, le poids du prototype britannique n'est donc que de 720 kg pour la saison 2005. Cette réduction de poids accordée aux écuries privées permet selon l'Automobile Club de l'Ouest d'uniformiser la catégorie LMP1 tout en améliorant le spectacle.
Cependant, les voitures fondées sur la règlementation 2005 doivent adopter une configuration aérodynamique visant à réduire la vitesse de pointe de ces dernières, tout en garantissant une meilleure stabilité en ligne droite à vitesse élevée. Ces voitures sont pour la plupart reconnaissables grâce à une double bosse sur le capot arrière, à un flanc d'une hauteur réduite et à un carénage d'une taille inférieure sur le train arrière. La Pescarolo C60 Hybrid no 17, la Courage C60 Hybrid no 13 et la Dome S101Hb no 5 sont autant de modèles conçus selon la nouvelle réglementation, ce qui laisse supposer qu'elles feront figure de favorites aux 24 Heures du Mans,.

### Porsche annonce son retour en enduranceviaun programme LMP2
Le constructeur allemand Porsche annonce son souhait de revenir en endurance dans un avenir proche ; le nouveau prototype s’appellera Porsche RS Spyder et sera engagé en catégorie LMP2.

### Écuries et pilotes engagés, derniers préparatifs

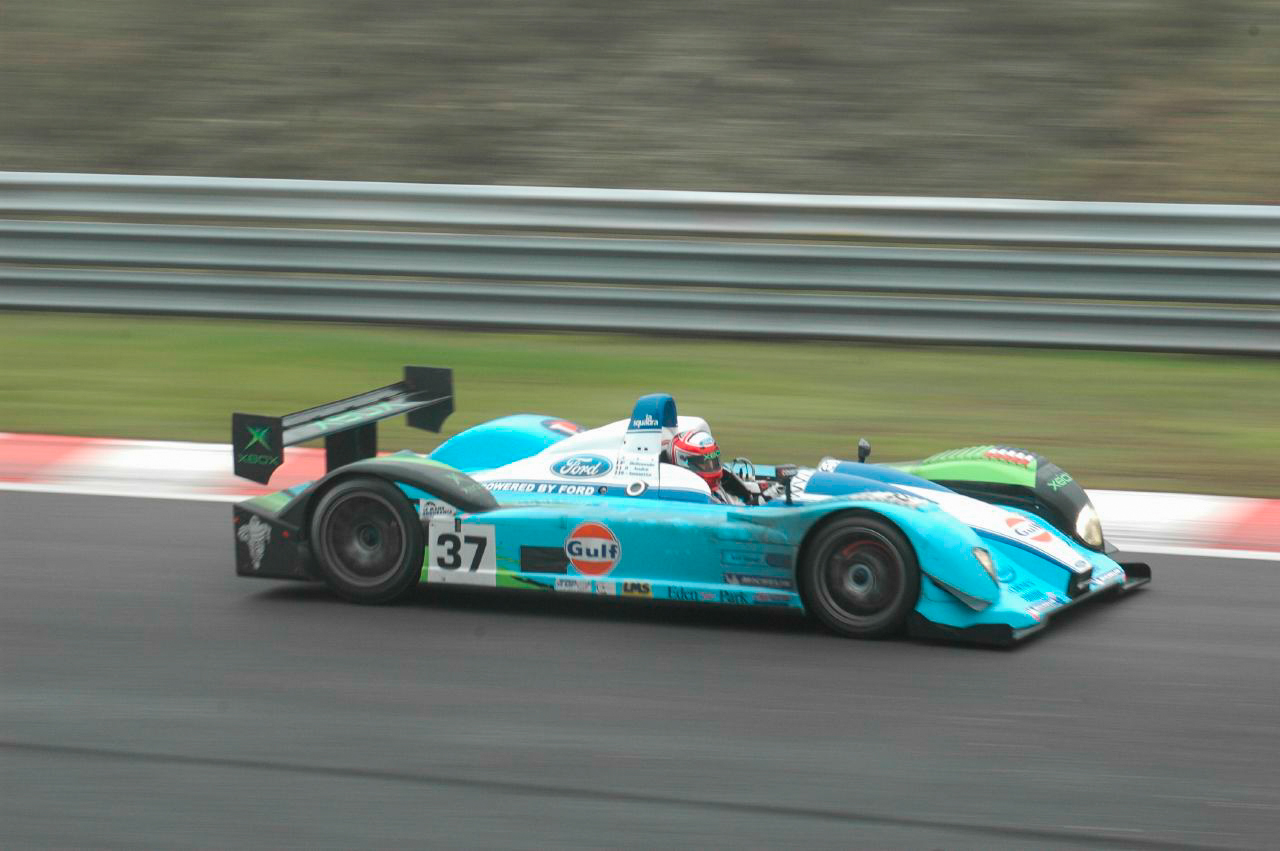
Les deux Courage C65 de Paul Belmondo Racing (ici la no 37 lors de la course) arborent dorénavant une livrée à l’effigie du pétrolier Gulf.

Au 1er avril, sur les cinquante concurrents inscrits à l'épreuve, trente-neuf sont engagés en Le Mans Endurance Series à l'année. Finalement, quarante-sept voitures sont présentes. En ce qui concerne la catégorie LMP1, les écuries Oreca et Jim Gainer International découvrent la catégorie LMP1, avec de surcroît l'engagement d'un prototype de nouvelle génération, dit « hybride », pour l'équipe japonaise. Pescarolo Sport et Courage Compétition en font de même. Les deux structures françaises motorisent leur voiture d'un V10 Judd, le GV4 pour Courage et le GV5 chez Pescarolo. Rollcentre Racing amène ses deux Dallara : l'une est équipée d'un moteur V6 Nissan bi-turbo développé par la société IES tandis que la seconde voiture est propulsée par un moteur Judd. 
En LMP2, l'équipe dirigée par Pierre Bruneau doit engager une Pilbeam MP91, car la MP93 présentée en 2004 n'est pas parvenue à passer le crash test, la boîte n'ayant pas résisté suffisamment. L'entreprise Mader qui s'occupe de la partie moteur a dû préparer une version mise à jour du moteur JPX,.
À Spa, l'écurie Paul Belmondo Racing est soutenue par Ford France. Éric Saint-Frisson, président-directeur général de Ford France, s'est rendu sur le circuit, où il rappelle le lien historique entre Ford, l'endurance et les 24 Heures du Mans : « Dans un an, Ford fêtera le quarantième anniversaire de sa première victoire au Mans. Nous avons donc une légitimité en endurance. Si Ford France est là, c'est pour associer le redéploiement de notre image à la passion de Paul [Belmondo], qui est un homme très accessible. Il s'agit d'une opération du style de celle menée avec le Schlesser [Jean-Louis] en rallye-raid. Mais à long terme, cet engagement peut déboucher sur un passage dans la catégorie supérieure chez Ford, ce ne sont pas les bases moteur qui manquent ». L'association de Ford France avec l'équipe de Paul Belmondo concorde avec le retour du pétrolier américain Gulf Oil en endurance, dont les succès ont été menés avec Ford. Du côté de RML, l'équipe exploite une Lola B05/40 rebadgée MG-Lola EX264, alors que la marque MG est en difficulté.

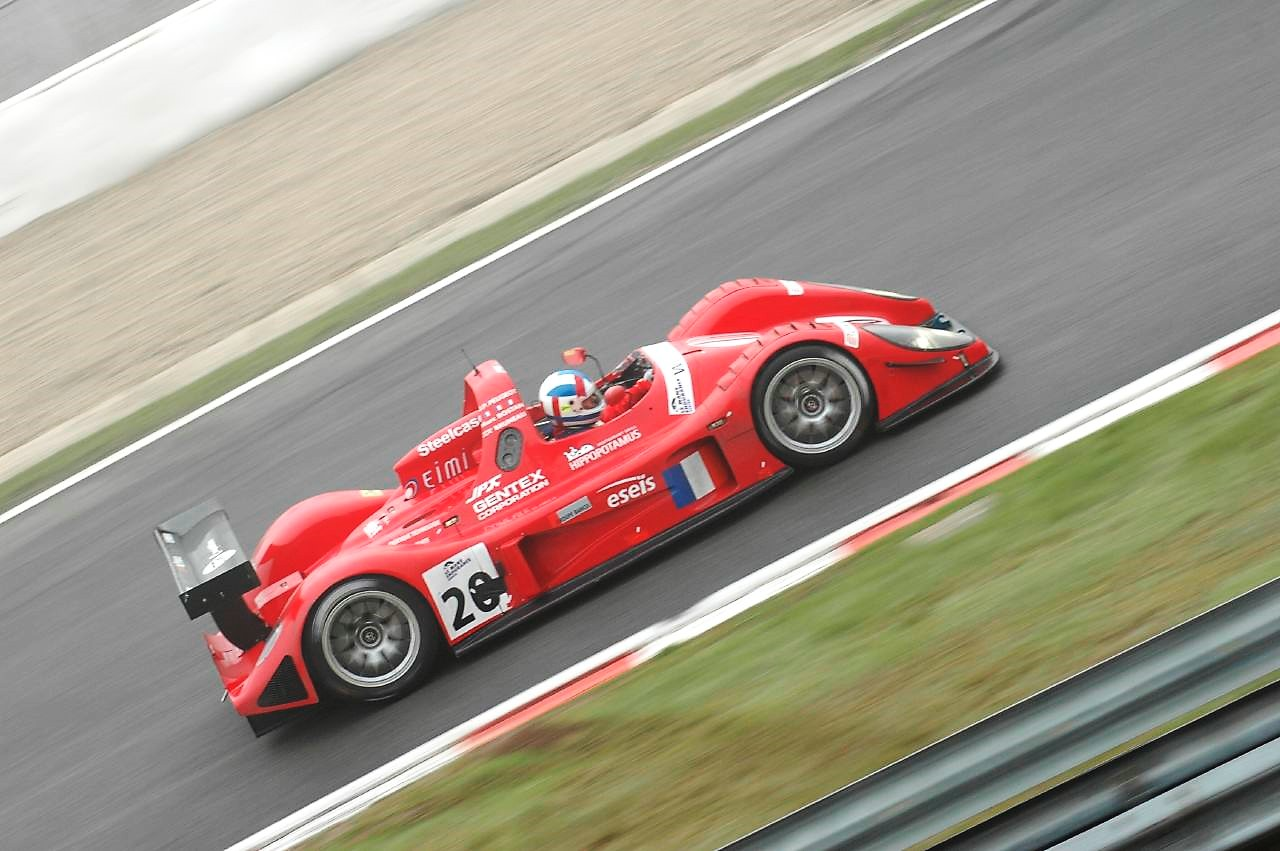
La Pilbeam MP91 (ici en course) est de nouveau mise à contribution.

Pendant l'intersaison, l'équipe Noël del Bello Racing a été contrainte de changer de prototype en passant de Reynard à la Courage C65. L'écurie française a fait appel à Mecachrome pour la motorisation. Le bloc moteur utilisé par les monoplaces du championnat GP2 Series a dû être adapté. Sa cylindrée passe de 4 L à 3,4 L. De plus, de nombreux éléments produits par Mecachrome sont ajoutés, comme le système de gestion du moteur, la pompe à huile, l'échappement ou encore l'entretoise. Le régime moteur dont la plage d'utilisation s'étale sur environ 1 500 tr/min a été augmenté. Chez Chamberlain Synergy Motorsport, la Lola B05/40, qui est équipée du moteur Mecachrome, a déjà roulé aux 12 Heures de Sebring et devrait donc participer à sa première course en Le Mans Endurance Series.
Dans la catégorie GT1, la Chevrolet Corvette C5-R de l'écurie belge GLPK Carsport initialement inscrite n'est pas présente. BMS Scuderia Italia engage deux Ferrari 550 GTS Maranello ; l'écurie tchèque MenX en fait de même. L'équipe russe Convers Team, qui exploite le même châssis, est soutenue par Cirtek Motorsport. Le JMB Racing préfère lui engager une Ferrari 575 GTC.
En GT2, la Ferrari d'Auto Palace déclare également forfait. Dans cette catégorie, le constructeur allemand Porsche est présent via ses équipes clientes dont GruppeM Racing et Sebah Automotive font partie. Cette dernière engage une Porsche 911 GT3 RSR (996) neuve dont le propriétaire n'est autre que Lars Erik Nielsen. En ce qui concerne Ferrari, la marque est représentée par les structures GPC Sport et Scuderia Ecosse.

## Essais libres

### Première séance
| Pos. | Classe | N° | Équipe                 | Temps                        | Tours |
| ---- | ------ | -- | ---------------------- | ---------------------------- | ----- |
| 1    | LMP1   | 9  | Team Jota              | 2 min 9 s 410 (au 17e tour)  | 19    |
| 2    | LMP1   | 7  | Creation Autosportif   | 2 min 9 s 485 (au 12e tour)  | 21    |
| 3    | LMP1   | 13 | Courage Compétition    | 2 min 9 s 956 (au 18e tour)  | 20    |
| 9    | LMP2   | 36 | Paul Belmondo Racing   | 2 min 13 s 660 (au 4e tour)  | 15    |
| 11   | LMP2   | 25 | RML                    | 2 min 14 s 602 (au 10e tour) | 20    |
| 13   | LMP2   | 31 | Noël del Bello Racing  | 2 min 17 s 924 (au 7e tour)  | 15    |
| 17   | GT1    | 52 | BMS Scuderia Italia    | 2 min 20 s 527 (au 18e tour) | 19    |
| 18   | GT1    | 51 | BMS Scuderia Italia    | 2 min 21 s 118 (au 11e tour) | 19    |
| 19   | GT1    | 66 | Graham Nash Motorsport | 2 min 21 s 621 (au 11e tour) | 17    |
| 24   | GT2    | 93 | Scuderia Ecosse        | 2 min 27 s 161 (au 6e tour)  | 20    |
| 26   | GT2    | 99 | GPC Sport              | 2 min 28 s 972 (au 4e tour)  | 14    |
| 27   | GT2    | 81 | Team LNT               | 2 min 29 s 590 (au 15e tour) | 18    |

### Deuxième séance
| Pos. | Classe | N° | Équipe                 | Temps                        | Tours |
| ---- | ------ | -- | ---------------------- | ---------------------------- | ----- |
| 1    | LMP1   | 17 | Pescarolo Sport        | 2 min 6 s 762 (au 12e tour)  | 22    |
| 2    | LMP1   | 15 | Zytek Engineering      | 2 min 7 s 240 (au 16e tour)  | 21    |
| 3    | LMP1   | 9  | Team Jota              | 2 min 8 s 336 (au 15e tour)  | 19    |
| 8    | LMP2   | 25 | RML                    | 2 min 11 s 744 (au 6e tour)  | 19    |
| 12   | LMP2   | 37 | Paul Belmondo Racing   | 2 min 14 s 894 (au 14e tour) | 18    |
| 13   | LMP2   | 30 | Kruse Motorsport       | 2 min 15 s 878               | 13    |
| 18   | GT1    | 61 | Convers Team           | 2 min 19 s 596 (au 7e tour)  | 19    |
| 19   | GT1    | 66 | Graham Nash Motorsport | 2 min 21 s 186 (au 5e tour)  | 16    |
| 22   | GT1    | 52 | BMS Scuderia Italia    | 2 min 23 s 000 (au 9e tour)  | 18    |
| 25   | GT2    | 93 | Scuderia Ecosse        | 2 min 25 s 590 (au 14e tour) | 18    |
| 27   | GT2    | 99 | GPC Sport              | 2 min 26 s 916 (au 10e tour) | 18    |
| 29   | GT2    | 81 | Team LNT               | 2 min 28 s 091 (au 11e tour) | 17    |

### Troisième séance
| Pos. | Classe | N° | Équipe                 | Temps                        | Tours |
| ---- | ------ | -- | ---------------------- | ---------------------------- | ----- |
| 1    | LMP1   | 7  | Creation Autosportif   | 2 min 24 s 330 (au 12e tour) | 20    |
| 2    | LMP1   | 4  | Audi PlayStation Oreca | 2 min 24 s 553 (au 11e tour) | 19    |
| 3    | LMP1   | 17 | Pescarolo Sport        | 2 min 25 s 697 (au 5e tour)  | 16    |
| 8    | LMP2   | 36 | Paul Belmondo Racing   | 2 min 29 s 075 (au 5e tour)  | 15    |
| 12   | LMP2   | 25 | RML                    | 2 min 35 s 669 (au 15e tour) | 19    |
| 13   | LMP2   | 37 | Paul Belmondo Racing   | 2 min 36 s 616 (au 6e tour)  | 15    |
| 18   | GT1    | 67 | MenX                   | 2 min 35 s 466 (au 14e tour) | 15    |
| 19   | GT1    | 52 | BMS Scuderia Italia    | 2 min 39 s 491 (au 7e tour)  | 18    |
| 22   | GT1    | 51 | BMS Scuderia Italia    | 2 min 40 s 380 (au 4e tour)  | 17    |
| 25   | GT2    | 96 | IN2 Racing             | 2 min 45 s 367 (au 5e tour)  | 16    |
| 27   | GT2    | 93 | Scuderia Ecosse        | 2 min 45 s 772 (au 11e tour) | 17    |
| 29   | GT2    | 99 | GPC Sport              | 2 min 46 s 707 (au 5e tour)  | 18    |

## Qualifications
| Pos. | Classe | N° | Équipe                         | Pilote                | Temps          | Grille |
| ---- | ------ | -- | ------------------------------ | --------------------- | -------------- | ------ |
| 1    | LMP1   | 17 | Pescarolo Sport                | Emmanuel Collard      | 2 min 21 s 076 | 1      |
| 2    | LMP1   | 7  | Creation Autosportif           | Nicolas Minassian     | 2 min 21 s 095 | 2      |
| 3    | LMP1   | 15 | Zytek Engineering              | Hayanari Shimoda      | 2 min 22 s 156 | 3      |
| 4    | LMP1   | 4  | Oreca                          | Stéphane Ortelli      | 2 min 23 s 238 | 4      |
| 5    | LMP1   | 6  | Lister Racing                  | Justin Keen           | 2 min 24 s 135 | 5      |
| 6    | LMP1   | 8  | Rollcentre Racing              | Rob Barff             | 2 min 24 s 215 | 6      |
| 7    | LMP1   | 5  | Jim Gainer International       | Ryō Michigami         | 2 min 25 s 886 | 7      |
| 8    | LMP1   | 9  | Team Jota                      | Haruki Kurosawa       | 2 min 28 s 340 | 8      |
| 9    | LMP2   | 25 | RML                            | Thomas Erdos          | 2 min 28 s 349 | 9      |
| 10   | LMP2   | 36 | Paul Belmondo Racing           | Vincent Vosse         | 2 min 28 s 757 | 10     |
| 11   | LMP1   | 18 | Rollcentre Racing              | Michael Krumm         | 2 min 28 s 857 | 11     |
| 12   | LMP2   | 37 | Paul Belmondo Racing           | Didier André          | 2 min 29 s 739 | 12     |
| 13   | LMP2   | 35 | G-Force Racing                 | Val Hillebrand        | 2 min 32 s 073 | 13     |
| 14   | LMP2   | 45 | Lucchini Engineering           | Mirko Savoldi         | 2 min 32 s 273 | 14     |
| 15   | LMP1   | 13 | Courage Compétition            | Jonathan Cochet       | 2 min 32 s 689 | 15     |
| 16   | LMP2   | 30 | Kruse Motorsport               | Philip Bennett        | 2 min 33 s 271 | 16     |
| 17   | LMP2   | 31 | Noël del Bello                 | Christophe Tinseau    | 2 min 33 s 546 | 17     |
| 18   | GT1    | 61 | Convers Team                   | Christophe Bouchut    | 2 min 35 s 470 | 18     |
| 19   | LMP2   | 21 | Noël del Bello                 | Jean-Philippe Belloc  | 2 min 35 s 781 | 19     |
| 20   | LMP2   | 39 | Chamberlain Synergy Motorsport | Bob Berridge          | 2 min 35 s 787 | 20     |
| 21   | LMP2   | 20 | Pierre Bruneau                 | Marc Rostan           | 2 min 36 s 208 | 21     |
| 22   | GT1    | 67 | MenX                           | Tomáš Enge            | 2 min 38 s 076 | 22     |
| 23   | GT1    | 66 | Graham Nash Motorsport         | Paolo Ruberti         | 2 min 39 s 825 | 23     |
| 24   | LMP2   | 28 | Ranieri Randaccio              | Fabio Mancini         | 2 min 40 s 684 | 24     |
| 25   | GT1    | 52 | BMS Scuderia Italia            | Fabrizio Gollin       | 2 min 40 s 837 | 25     |
| 26   | GT1    | 51 | BMS Scuderia Italia            | Christian Pescatori   | 2 min 41 s 680 | 26     |
| 27   | GT1    | 56 | Paul Belmondo Racing           | Benjamin Leuenberger  | 2 min 43 s 270 | 27     |
| 28   | LMP2   | 46 | Scuderia Villorba Corse        | Sébastien Ugeux       | 2 min 43 s 483 | 28     |
| 29   | GT1    | 53 | A-Level Engineering            | Wolfgang Kaufmann     | 2 min 43 s 814 | 29     |
| 30   | GT2    | 88 | GruppeM Racing                 | Jonny Cocker          | 2 min 44 s 242 | 30     |
| 31   | GT2    | 96 | IN2 Racing                     | Michael Vergers       | 2 min 44 s 883 | 31     |
| 32   | GT2    | 93 | Scuderia Ecosse                | Andrew Kirkaldy       | 2 min 45 s 175 | 32     |
| 33   | GT2    | 81 | Team LNT                       | Warren Hughes         | 2 min 45 s 223 | 33     |
| 34   | GT2    | 99 | GPC Sport                      | Fabio Babini          | 2 min 45 s 225 | 34     |
| 35   | GT2    | 91 | T2M Motorsport                 | Xavier Pompidou       | 2 min 45 s 979 | 35     |
| 36   | GT2    | 73 | Ice Pol Racing Team            | Markus Palttala       | 2 min 46 s 258 | 36     |
| 37   | GT1    | 65 | Graham Nash Motorsport         | Gian Maria Gabbiani   | 2 min 46 s 344 | 37     |
| 38   | GT2    | 82 | Team LNT                       | Patrick Pearce        | 2 min 46 s 759 | 38     |
| 39   | GT2    | 76 | Autorlando Sport               | Luigi Moccia          | 2 min 47 s 255 | 39     |
| 40   | GT2    | 84 | Bernard Jubin                  | Sylvain Noël          | 2 min 47 s 781 | 40     |
| 41   | GT2    | 95 | Racesport Peninsula TVR        | Daniel Eagling        | 2 min 47 s 905 | 41     |
| 42   | GT2    | 83 | Seikel Motorsport              | Horst Felbermayr, Jr. | 2 min 48 s 348 | 42     |
| 43   | GT2    | 89 | Sebah Automotive               | Pierre Ehret          | 2 min 48 s 646 | 43     |
| 44   | GT2    | 98 | James Watt Automotive          | Giovanni Lavaggi      | 2 min 49 s 501 | 44     |
| 45   | GT2    | 79 | JP Racing                      | Jens Petersen         | 2 min 51 s 144 | 45     |
| 46   | GT2    | 85 | Spyker Squadron                | Peter Van Merksteijn  | 2 min 53 s 324 | 46     |
| 47   | GT1    | 68 | JMB Racing                     | pas de temps          | pas de temps   | 47     |

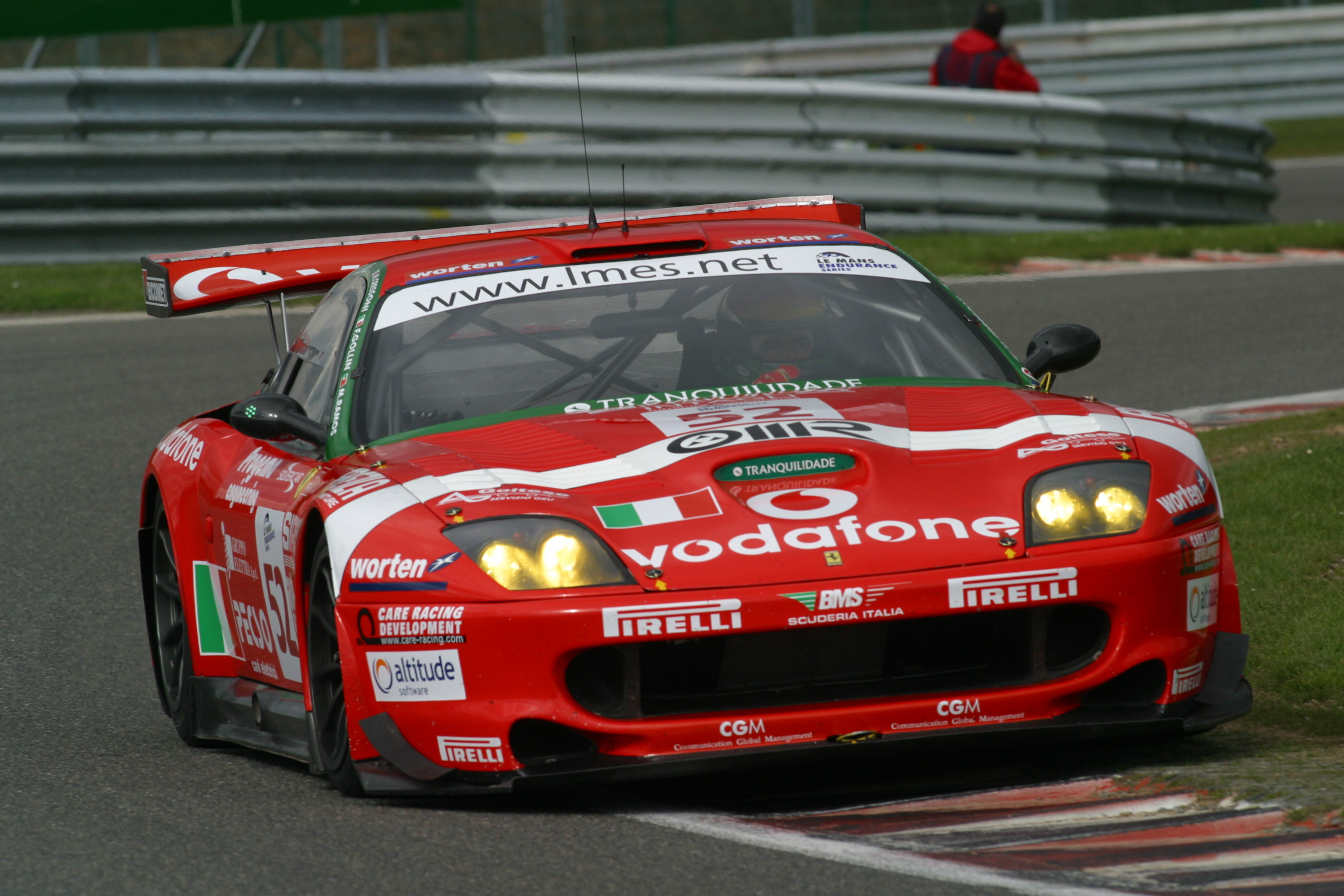
La Ferrari 550 GTS Maranello des futurs vainqueurs (ici avec Matteo Cressoni lors des essais libres) obtient le quatrième temps des qualifications.

Les qualifications, organisées le samedi, sont décomposées en deux séances, l'une ayant lieu le matin, l'autre l'après-midi. Mais finalement, les concurrents participent seulement à la séance de l'après-midi, disputée sous la pluie. Durant cette dernière, Emmanuel Collard signe la pole position en 2 min 21 s 076. Nicolas Minassian et Hayanari Shimoda complètent le trio de tête sur la grille. Chez Courage Compétition, Jonathan Cochet n'arrive pas à exploiter correctement ses pneumatiques et ne fait pas mieux que quinzième. En LMP2, c'est Thomas Erdos qui décroche la pole. Dans la catégorie GT1, la Ferrari 575 GTC du JMB Racing s'accidente. L'équipe monégasque est contrainte de récupérer des pièces sur une Ferrari 575 GTC appartenant à John Bosch et exposée dans un musée aux Pays-Bas. Il est à noter que le temps minimal autorisé pour se qualifier est de 2 min 56 s 803 selon la règle des 125 %,.
Auteure de la pole position, l'équipe d'Henri Pescarolo fait part de sa satisfaction quant au choix d'une voiture hybride l'hiver dernier ; il ajoute que les écuries disposant d'un budget important auraient pu anticiper une déconvenue en performance : « Tout le monde est capable de lire le règlement et je trouve étonnant de voir autant de gens étonnés. Me voilà conforté dans mon choix alors que j'ai cru un moment être un vrai abruti en me lançant dans ce choix d'une voiture hybride tant il se disait autour de moi que c'était un combat perdu d'avance. À l'heure des simulations, surtout pour qui dispose de moyens importants, il ne peut y avoir d'effet surprise ». Au contraire de Stéphane Ortelli et de Jean-Marc Gounon, Emmanuel Collard ne s'est pas plaint de la difficulté à dépasser les voitures de grand tourisme : « À chacun son tour. Si aujourd'hui, je n'ai pas de problème particulier à doubler une GT, je me rappelle qu'il y a un an encore, on ramait dans les Hunaudières. L'équipe a fait les bons choix et me voilà récompensé ».
À la suite des différents désaccords, le directeur de course Daniel Poissenot rappelle aux protagonistes que l'objectif d'une telle évolution de la réglementation est d'« inciter les constructeurs à se lancer dès que possible dans de nouveaux projets. Les premiers résultats prouvent que, pour les essais tout au moins, l'objectif est atteint. Mais attention, la course c'est autre chose qu'un chrono sur un tour. L'endurance, c'est un équipage, un groupe qui doit gérer des phases comme les ravitaillements. Audi n'est pas désavantagé. Simplement, les performances de la R8 ont été réduites comme celles de tous les prototypes qui ont choisi de rester en configuration LMP900 ».
En conséquence de l'apparition du brouillard, les qualifications sont interrompues à 6 min 46 s de la fin. Dans la soirée, Pescarolo Sport s'entraîne dans les stands en répétant plusieurs procédures de ravitaillement et décèle par hasard à cette occasion un problème au niveau d'une fusée.

## Course

### Déroulement de l'épreuve

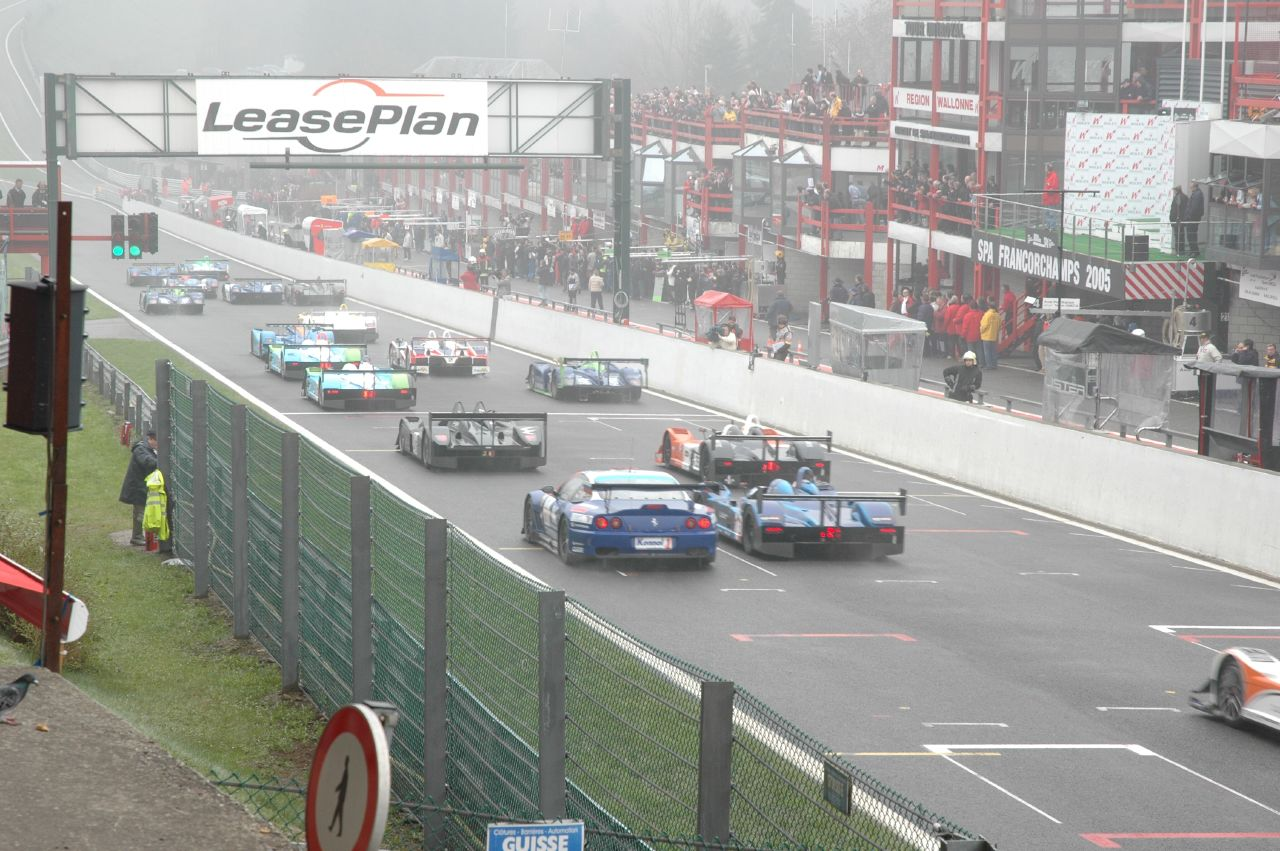
Le départ de la course.

Au départ, la plupart des écuries du haut de la grille sont équipées de pneumatiques durs et pluie, à l’instar d'Emmanuel Collard (Pescarolo C60 Hybrid no 17). La Zytek 04S pilotée par John Nielsen est quant à elle équipée de pneus intermédiaires et tendres, tout comme la DBA4 03S no 7 de Nicolas Minassian et la Lister Storm LMP no 6 de Jan Magnussen. L'Audi R8 no 4 de Stéphane Ortelli est elle chaussée de pneus pluie et tendres. Quant à la Ferrari 575 GTC de l'écurie JMB Racing, elle s'élance depuis la voie des stands, alors que du côté de l'écurie Kruse Motorsport, on a des difficultés à démarrer le moteur de la Courage C65 no 30. À l'issue du premier tour, Emmanuel Collard (Pescarolo no 17) précède un peloton composé de Stéphane Ortelli (Audi no 4), Jan Magnussen (Lister Storm no 6), Nicolas Minassian (DBA no 7), John Nielsen (Zytek no 15), Rob Barff (Dallara SP1 no 8), Ryō Michigami (Dome S101Hb no 5), Haruki Kurosawa (Zytek 04S no 9), Michael Krumm (Dallara SP1 no 18), ainsi que Vincent Vosse premier en catégorie LMP2 à bord de la Courage C65 no 36 du Paul Belmondo Racing. En GT1, Christophe Bouchut mène les débats à bord de la Ferrari 550 GTS Maranello de Convers Team. Au cours du troisième tour, Minassian (DBA no 7) prend l'avantage sur Magnussen (Lister Storm no 6) puis Kurosawa, au volant de la Zytek de Team Jota, dépasse Krumm (Dallarano 18). L'Allemand s'arrête aux stands au neuvième tour pour chausser des pneumatiques lisses retaillés pour la pluie. Après trente-minutes, Emmanuel Collard (Pescarolo no 17) est en tête de la course avec 24 s d'avance sur Ortelli (Audi no 4), 52 s sur Minassian (DBA no 7) et 1 min 5 s sur Magnussen (Lister Storm no 6), le Danois devançant John Nielsen.

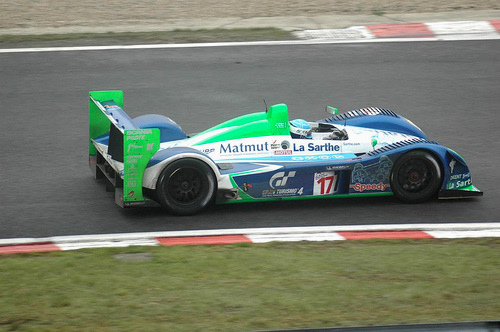
La Pescarolo C60 Hybrid no 17 obtient la deuxième place.

Au treizième tour de course, en proie à des problèmes de batterie et de pompe à essence, Vosse s'immobilise sur la piste, laissant la première place du LMP2 à Thomas Erdos sur la MG-Lola EX264 de RML. Durant le dix-septième tour, Magnussen (Lister Storm no 6) est dépassé par Nielsen (Zytek no 15). Deux boucles plus tard, la Porsche 911 GT3 RS (996) no 84 pilotée par Sylvain Noël s'accroche avec l'Audi d'Ortelli à la chicane de l'arrêt de bus, ce qui endommage le côté droit de l'Audi et fait qu'un morceau de la voiture s'arrache. Au même moment, Bouchut, dont la voiture est équipée de pneus pluie, est dépassé par Fabrizio Gollin (Ferrari 550 GTS Maranello no 52), tandis que la Dome no 5 s'arrête aux stands pour ravitailler. Au dix-neuvième tour, la Lister Storm LMP s'arrête à son tour et repart en pneus slicks. Dans les deux tours suivants, Collard fait de même, mais ressort en pneus intermédiaires. Malgré les 47 s d'avance du pilote de la Pescarolo, l'Audi en profite pour prendre la tête de la course, pendant que Jonathan Cochet (Courage C60 Hybrid no 13) abandonne à la suite d'une collision avec le mur des stands. Puis c'est au tour de Minassian de rentrer aux stands mais son arrêt se prolonge et il perd du temps. C'est un problème d'alternateur qui fait descendre le Français à la septième place. 
Au vingt-troisième tour, soit après une heure de course, Ortelli (Audi no 4) s'arrête aux stands pour chausser des pneus tendres et lisses ; le Monégasque sort troisième,. Collard reprend alors la première place à Ortelli, suivent Nielsen à 23 s et Kurosawa à 49 s, le Japonais venant de dépasser Ortelli. Deux tours plus tard, le meneur du LMP2 Thomas Erdos (MG-Lola no 25) ravitaille, tout comme Didier André (Courage no 37). Au vingt-huitième tour, Antoine Gosse, à bord de la Ferrari 575 GTC du JMB Racing, rate son freinage au virage des Combes et heurte le rail. En revenant sur la piste, il est percuté par Kurosawa (Zytek no 4), alors troisième de l'épreuve, ce qui implique l'abandon des deux voitures. Au même endroit, Robert Pergl (Ferrari no 67/GT1) sort de la piste et abandonne à son tour. Puis, toujours au même endroit, c'est au tour de la Porsche 911 GT3 RSR (996) no 96, alors première du GT2, de sortir de la piste et d'abandonner. À la suite de ces incidents, la voiture de sécurité entre en piste, pendant qu'une épaisse couche de brouillard commence à recouvrir le circuit. Avant cela, Minassian (DBA no 7) doit rentrer aux stands pour changer d'alternateur, perd trois tours au total, et repart treizième chaussé de pneus slicks. 

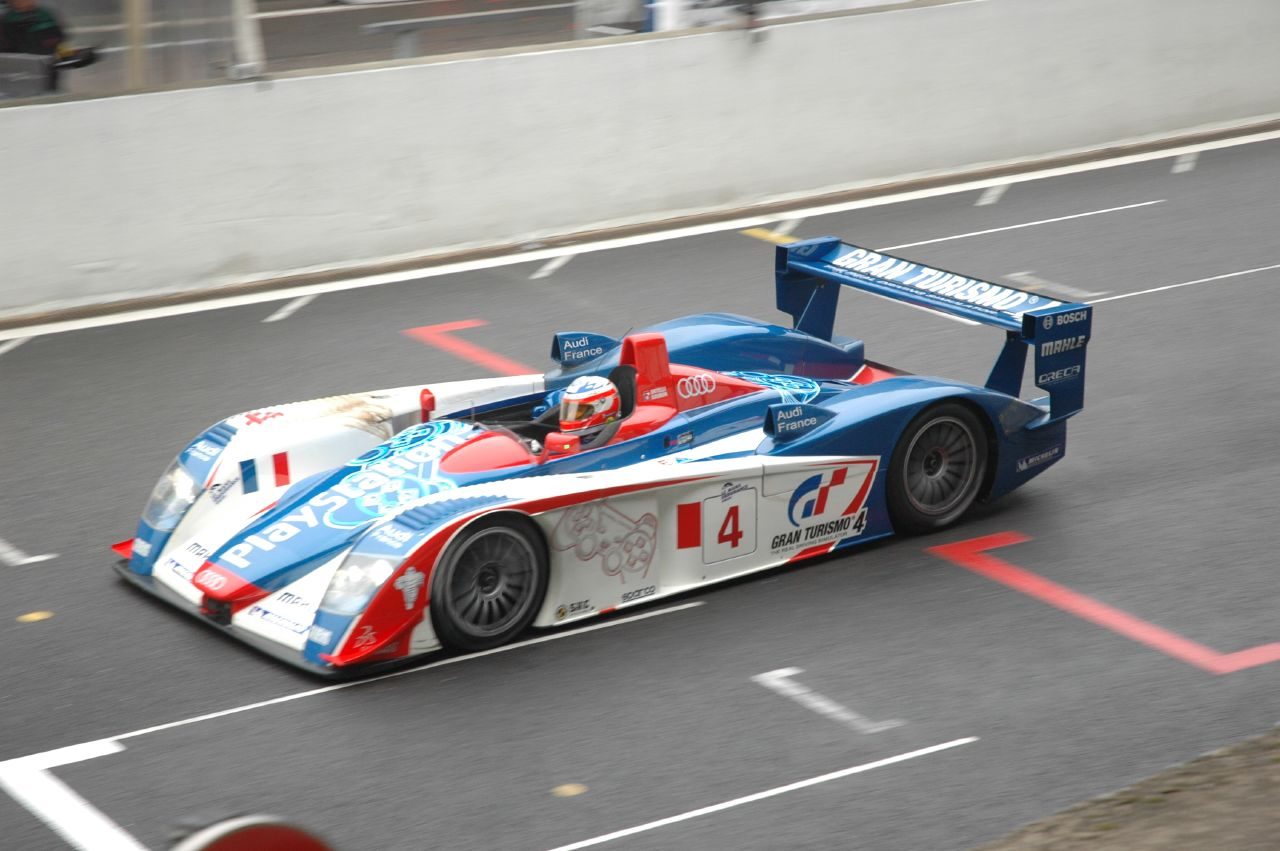
L'Audi R8 d'Oreca (ici avec Stéphane Ortelli), est victime d'une sortie de piste.

Après une neutralisation qui a duré quarante-cinq minutes, la course reprend ses droits au quarante-et-unième tour. À la relance, Nielsen n'est plus qu'à dix secondes de Collard . Au quarante-sixième tour, André (Courage no 37) s'empare de la tête de la catégorie LMP2. Au cinquante-et-unième tour, après 2 h 25 de course, Emmanuel Collard (Pescarolo no 17), qui a 33 s d'avance sur la Zytek no 15, s'arrête et passe le volant à Erik Comas. Les mécaniciens ravitaillent la Pescarolo et montent des pneumatiques lisses, mais le Français a des difficultés à repartir de son stand, le moteur s'étant coupé, et perd entre trente et trente-cinq secondes à essayer de redémarrer. La Zytek no 15 s'arrête également pour passer des pneus lisses, puis passe en tête de la course. Hayanari Shimoda s'échappe alors devant Comas qui ne parvient pas à trouver un bon rythme avec les pneus slicks,. Mais au tour suivant, la Porsche no 98 de James Watt Automotive sort violemment de la piste. La voiture de sécurité effectue alors sa deuxième apparition en piste, tandis que la Lister Strom LMP rencontre un problème sur sa boîte de vitesses. À cet instant, Oreca donne l'ordre à Stéphane Ortelli d'attendre la fin de la neutralisation pour passer aux stands, de peur que l'Audi reste bloquée au feu rouge. Après sept tours de neutralisation, la course reprend. En LMP1, Minassian (DBA no 7) qui est alors huitième, rentre aux stands pour céder sa place à Jamie Campbell-Walter, pendant qu'en LMP2, André (Courage no 37) est relayé par Paul Belmondo. Au soixantième tour, Hayanari Shimoda à bord de la Zytek no 15 est en tête, Comas (Pescarolo no 17) est à 11 s et Ortelli à 1 min 14 s ; ce dernier s'arrête aux stands après 2 h 55 de course et reste au volant, effectuant ainsi un triple relais, ce qui lui permet de ne perdre que trente-deux secondes et reprendre la piste en troisième position du général,.

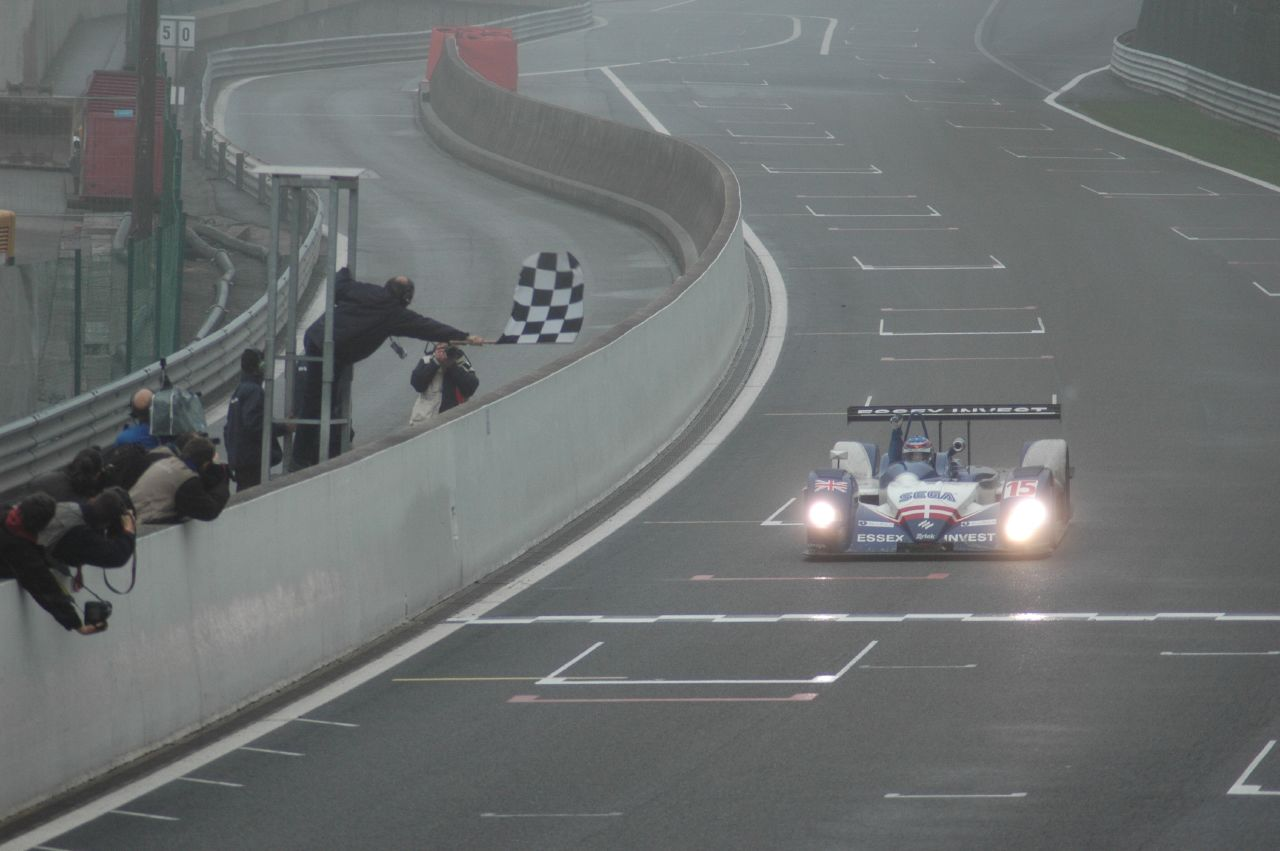
La Zytek 04S no 15 franchissant la ligne d'arrivée.

À mi-épreuve, Shimoda (Zytek no 15) a encore accentué son avance, il précède Comas (Pescarolo no 17 de 31 s et Ortelli (Audi no 4) de 1 min 20 s. Les Dallara sont quatrième et cinquième, avec celle équipée du moteur Judd devant celle motorisée par Nissan, et toutes les deux à deux tours. Dans les tours qui suivent, Ortelli commence à remonter sur Comas qui perd du terrain sur le Japonais. Cependant, au soixante-dix-septième tour, au niveau du virage des Combes, Ortelli s'accroche avec la Ferrari no 61 pilotée par Nikolai Fomenko qui part en tête-à-queue. Les deux autos parviennent à repartir sans subir de dégâts, mais le Monégasque perd plus de vingt secondes dans l'incident. Néanmoins, il bénéficie des arrêts presque simultanés de Shimoda (Zytek no 15), Campbell-Walter (DBA no 7) et Comas (Pescarolo no 17), pour passer en tête après 3 h 35 d'épreuve,. Shimoda repart de la voie des stands dans « les roues » d'Ortelli, tandis que Comas est troisième à 1 h 18. L'Audi et la Zytek se livrent alors un duel de grande intensité dans le trafic où Shimoda en sort finalement vainqueur. Durant le quatre-vingt-troisième tour, la Saleen S7-R no 66 de Graham Nash Motorsport, deuxième de la catégorie GT1, s'arrête sur le circuit. Deux tours plus tard, la Porsche 911 Turbo (996) no 53 pilotée par Wolfgang Kaufmann est également annoncée à l'arrêt sur la piste. Au tour suivant, vingt-cinq minutes après l'arrêt de la Zytek, et après un long relais de quatre heures, Ortelli s'arrête et passe la main à Jean-Marc Gounon. Ce dernier commence dès lors à se faire distancer par la Zytek de Shimoda,.
Au centième tour, Shimoda et Campbell-Walter marquent un arrêt à leur stand. Au tour suivant, Comas (Pescarolo no 17), qui était à plus de deux minutes de Shimoda, en finit et cède sa place à Jean-Christophe Boullion,. La consommation de la Pescarolo et celle de la Zytek étant similaires, Pescarolo Sport compte sur Bouillon pour pouvoir remonter sur Casper Elgaard lorsque ce dernier aura pris le volant de la Zytek, mais à cet instant, la Dallara no 18 sort de la piste et abandonne, entraînant une troisième entrée en piste de la voiture de sécurité. De plus, Bouillon est contraint de s'arrêter au feu rouge dans la voie des stands et perd un tour, soit trois minutes environ, alors que l'Audi vient de passer en tête car la Zytek s'était arrêtée un tour plus tôt pour ravitailler,,. Au cent-neuvième tour, alors que la voiture de sécurité a regroupé l'Audi et la Zytek de tête, Gounon sort de la piste en voulant chauffer ses pneumatiques. Il parvient à rentrer aux stands, mais la suspension avant est touchée de manière significative et il doit abandonner,,,. La course reprend deux tours plus tard, alors que la Zytek no 15 ne semble plus inquiétée puisqu'elle possède désormais deux tours d'avance sur la Pescarolo no 17 deuxième. Nouvelle péripétie au cent-dix-neuvième tour, à trente minutes de l'abaissement du drapeau à damier, avec la DBA de Campbell-Walter en panne de transmission, alors qu'elle était remontée à la troisième place. La Zytek marque un dernier arrêt pour ravitailler onze tours plus tard, soit cinq minutes avant de franchir la ligne d'arrivée en vainqueur au bout de cent-trente-deux tours de course,.

### Classement de la course
| Pos. | Catégorie | N° | Écurie                         | Pilotes                                                      | Châssis                   | Moteur                     | Pneus | Tours/Abandon                           |
| ---- | --------- | -- | ------------------------------ | ------------------------------------------------------------ | ------------------------- | -------------------------- | ----- | --------------------------------------- |
| 1    | LMP1      | 15 | Zytek Engineering              | John Nielsen Casper Elgaard Hayanari Shimoda                 | Zytek 04S                 | Zytek ZG348 3,4 L V8       | M     | 132                                     |
| 2    | LMP1      | 17 | Pescarolo Sport                | Emmanuel Collard Jean-Christophe Boullion Erik Comas         | Pescarolo C60 Hybrid      | Judd GV5 5,0 L V10         | M     | 131                                     |
| 3    | LMP1      | 8  | Rollcentre Racing              | Martin Short Rob Barff Vanina Ickx                           | Dallara SP1               | Judd GV4 4,0 L V10         | M     | 127                                     |
| 4    | LMP1      | 5  | Jim Gainer International       | Ryō Michigami Shigekazu Wakisaka Seiji Ara                   | Dome S101Hb               | Mugen MF408S 4,0 L V8      | D     | 126                                     |
| 5    | LMP2      | 39 | Chamberlain Synergy Motorsport | Bob Berridge Gareth Evans Peter Owen                         | Lola B05/40               | AER P07 2,0 L Turbo L4     | D     | 124                                     |
| 6    | GT1       | 52 | BMS Scuderia Italia            | Fabrizio Gollin Matteo Cressoni Miguel Ramos                 | Ferrari 550 GTS Maranello | Ferrari 5,9 L V12          | P     | 123                                     |
| 7    | LMP2      | 31 | Noël del Bello                 | Christophe Tinseau Ni Amorim Christophe Pillon               | Courage C65               | Mecachrome 3,4 L V8        | M     | 121                                     |
| 8    | GT2       | 81 | Team LNT                       | Warren Hughes Lawrence Tomlinson Jonny Kane                  | TVR Tuscan T400R          | TVR Speed Six 4,0 L L6     | D     | 120                                     |
| 9    | GT1       | 61 | Convers Team                   | Alexei Vasiliev Nikolai Fomenko Christophe Bouchut           | Ferrari 550 GTS Maranello | Ferrari 5,9 L V12          | M     | 120                                     |
| 10   | GT2       | 82 | Team LNT                       | Marc Hynes Patrick Pearce Jason Templeman                    | TVR Tuscan T400R          | TVR Speed Six 4,0 L L6     | D     | 119                                     |
| 11   | GT2       | 76 | Autorlando Sport               | Luigi Moccia Franco Groppi Joël Camathias                    | Porsche 911 GT3 RSR (996) | Porsche 3,6 L Flat-6       | P     | 119                                     |
| 12   | GT2       | 83 | Seikel Motorsport              | Horst Felbermayr, Sr. Horst Felbermayr, Jr. Philip Collin    | Porsche 911 GT3 RSR (996) | Porsche 3,6 L Flat-6       | Y     | 117                                     |
| 13   | GT2       | 99 | GPC Sport                      | Fabio Babini Gabrio Rosa Luca Drudi                          | Ferrari 360 Modena GTC    | Ferrari 3,6 L V8           | P     | 117                                     |
| 14   | GT1       | 51 | BMS Scuderia Italia            | Christian Pescatori Michele Bartyan Toni Seiler              | Ferrari 550 GTS Maranello | Ferrari 5,9 L V12          | P     | 117                                     |
| 15   | GT2       | 73 | Ice Pol Racing Team            | Yves Lambert Christian Lefort Markus Palttala                | Porsche 911 GT3 RSR (996) | Porsche 3,6 L Flat-6       | D     | 116                                     |
| 16   | LMP2      | 20 | Pierre Bruneau                 | Pierre Bruneau Marc Rostan Jean-Philippe Peugeot             | Pilbeam MP91              | JPX-Mader 3,4 L V6         | M     | 115                                     |
| 17   | GT2       | 95 | Racesport Peninsula TVR        | John Hartshorne Daniel Eagling Richard Stanton               | TVR Tuscan T400R          | TVR Speed Six 4,0 L L6     | D     | 113                                     |
| 18   | LMP2      | 25 | RML                            | Mike Newton Thomas Erdos                                     | MG-Lola EX264             | Judd XV675 3,4 L V8        | M     | 113                                     |
| 19   | GT2       | 79 | JP Racing                      | Jens Petersen Jan-Dirk Leuders Nicolas Leutwiler             | Porsche 911 GT3 RS (996)  | Porsche 3,6 L Flat-6       | P     | 113                                     |
| 20   | LMP2      | 46 | Scuderia Villorba Corse        | Mauro Prospero Sébastien Ugeux                               | Lucchini SR2001           | Alfa Romeo 3,0 L V6        | A     | 111                                     |
| 21   | LMP2      | 36 | Paul Belmondo Racing           | Claude-Yves Gosselin Vincent Vosse Karim Ojjeh               | Courage C65               | Ford (AER) 2,0 L Turbo L4  | M     | 105                                     |
| 22   | GT2       | 84 | Bernard Jubin                  | Sylvain Noël Bruno Houzelot                                  | Porsche 911 GT3 RS (996)  | Porsche 3,6 L Flat-6       | D     | 104                                     |
| Nc.  | GT1       | 65 | Graham Nash Motorsport         | Rick Sutherland Ricky Cole Gian Maria Gabbiani               | Saleen S7-R               | Ford 7,0 L V8              | P     | 89                                      |
| Abd. | LMP1      | 7  | Creation Autosportif           | Nicolas Minassian Jamie Campbell-Walter                      | DBA4 03S                  | Judd GV5 5,0 L V10         | M     | 115 (Boîte de vitesses)                 |
| Abd. | LMP1      | 4  | Audi PlayStation Oreca         | Stéphane Ortelli Jean-Marc Gounon                            | Audi R8                   | Audi 3,6 L Turbo V8        | M     | 109 (Sortie de piste)                   |
| Abd. | GT2       | 93 | Scuderia Ecosse                | Andrew Kirkaldy Nathan Kinch                                 | Ferrari 360 Modena GTC    | Ferrari 3,6 L V8           | P     | 98 (Pression d'huile)                   |
| Abd. | LMP2      | 28 | Ranieri Randaccio              | Fabio Mancini Ranieri Randaccio                              | Tampolli SR2              | Nicholson-McLaren 3,3 L V8 | D     | 98 (Accident)                           |
| Abd. | LMP1      | 18 | Rollcentre Racing              | João Barbosa Michael Krumm Andrew Thompson                   | Dallara SP1               | Nissan 3,0 L Turbo V6      | M     | 96 (Accident)                           |
| Abd. | LMP2      | 37 | Paul Belmondo Racing           | Paul Belmondo Didier André Romain Iannetta                   | Courage C65               | Ford (AER) 2,0 L Turbo L4  | M     | 89 (Moteur)                             |
| Abd. | LMP2      | 35 | G-Force Racing                 | Loïc Deman Val Hillebrand Jean-François Leroch               | Courage C65               | Judd XV675 3,4 L V8        | D     | 86 (Accident)                           |
| Abd. | GT2       | 91 | T2M Motorsport                 | Yutaka Yamagishi Xavier Pompidou Adam Jones                  | Porsche 911 GT3 RS (996)  | Porsche 3,6 L Flat-6       | Y     | 85 (Accident)                           |
| Abd. | GT2       | 89 | Sebah Automotive               | Lars Erik Nielsen Pierre Ehret Thorkild Thyrring             | Porsche 911 GT3 RSR (996) | Porsche 3,6 L Flat-6       | D     | 83 (Transmission et sélecteur de boîte) |
| Abd. | GT1       | 66 | Graham Nash Motorsport         | Paolo Ruberti Matteo Bobbi Stéphane Lémeret                  | Saleen S7-R               | Ford 7,0 L V8              | P     | 76 (Panne d'essence)                    |
| Abd. | GT1       | 53 | A-Level Engineering            | Wolfgang Kaufmann Eric van de Poele                          | Porsche 911 Turbo (996)   | Porsche 3,6 L Flat-6       | D     | 64 (Surchauffe moteur)                  |
| Abd. | GT1       | 56 | Paul Belmondo Racing           | Pierre Perret Jean-Baptiste Émeric Benjamin Leuenberger      | Chrysler Viper GTS-R      | Chrysler 8,0 L V10         | M     | 63 (Boîte de vitesses)                  |
| Abd. | LMP1      | 6  | Lister Racing                  | Justin Keen Jens Møller Jan Magnussen                        | Lister Storm LMP          | Chevrolet LS1 6,0 L V8     | D     | 51 (Boîte de vitesses)                  |
| Abd. | GT2       | 98 | James Watt Automotive          | Paul Daniels David Gooding Giovanni Lavaggi                  | Porsche 911 GT3 RS (996)  | Porsche 3,6 L Flat-6       | D     | 43 (Accrochage)                         |
| Abd. | GT2       | 88 | GruppeM Racing                 | Jonny Cocker Tim Sugden                                      | Porsche 911 GT3 R (996)   | Porsche 3,6 L Flat-6       | P     | 39 (Moteur)                             |
| Abd. | GT2       | 85 | Spyker Squadron                | Frans Munsterhuis Peter Van Merksteijn                       | Spyker C8 Spyder GT2-R    | Audi 3,8 L V8              | D     | 31 (Mécanique)                          |
| Abd. | LMP1      | 9  | Team Jota                      | John Stack Sam Hignett Haruki Kurosawa                       | Zytek 04S                 | Zytek ZG348 3,4 L V8       | D     | 28 (Accrochage)                         |
| Abd. | GT1       | 67 | MenX                           | Tomáš Enge Robert Pergl                                      | Ferrari 550 GTS Maranello | Ferrari 5,9 L V12          | M     | 26 (Accrochage)                         |
| Abd. | GT2       | 96 | IN2 Racing                     | Juan Barazi Michael Vergers                                  | Porsche 911 GT3 RSR (996) | Porsche 3,6 L Flat-6       | D     | 26 (Accident)                           |
| Abd. | LMP2      | 45 | Lucchini Engineering           | Pier Giuseppe Peroni Mirko Savoldi                           | Lucchini LMP2/04          | Judd XV675 3,4 L V8        | P     | 24 (Embrayage)                          |
| Abd. | GT1       | 68 | JMB Racing                     | Antoine Gosse Peter Kutemann Hans Hugenholtz                 | Ferrari 575 GTC           | Ferrari 6,0 L V12          | P     | 23 (Accrochage)                         |
| Abd. | LMP1      | 13 | Courage Compétition            | Jonathan Cochet Christian Vann Alexander Frei                | Courage C60 Hybrid        | Judd GV4 4,0 L V10         | Y     | 20 (Sortie de piste)                    |
| Abd. | LMP2      | 21 | Noël del Bello                 | Jean-Luc Maury-Laribière Jean-Philippe Belloc Bastien Brière | Courage C65               | Mecachrome 3,4 L V8        | M     | 14 (Boîte de vitesses)                  |
| Abd. | LMP2      | 30 | Kruse Motorsport               | Philip Bennett Gregor Fisken Harold Primat                   | Courage C65               | Judd XV675 3,4 L V8        | P     | 8 (Boîte de vitesses)                   |

### Statistiques et informations diverses
La piste est séchante par endroit pendant la course, mais l'épreuve est presque entièrement disputée sous la pluie, doublée d'un nuage de brouillard. Les vainqueurs effectuent cent-trente-deux tours sur le tracé de 6,976 km en 6 h 48 s 389, soit 920 km parcourus à une vitesse moyenne de 153,129 km/h. L'épreuve arrive ainsi à son terme avant que les mille kilomètres ne soient parcourus par les vainqueurs, car le drapeau à damier est présenté aux concurrents au bout de six heures de course maximum,,.

#### Pole position et record du tour
- Pole position :  Emmanuel Collard (Pescarolo no 17) en 2 min 21 s 076 (178,015 km/h)[13],[11].
- Meilleur tour en course :  Hayanari Shimoda (Zytek no 15) en 2 min 10 s 27 (192,781 km/h)[13],[11].

#### Tours en tête
- Pescarolo no 17 : 49 tours (1-21 / 24-51)[11].
- Audi no 4 : 19 tours (22-23 / 52-60 / 79-86)
- Zytek no 15 : 64 tours (61-78 / 87-132)

## Après-course

### Catégorie LMP1

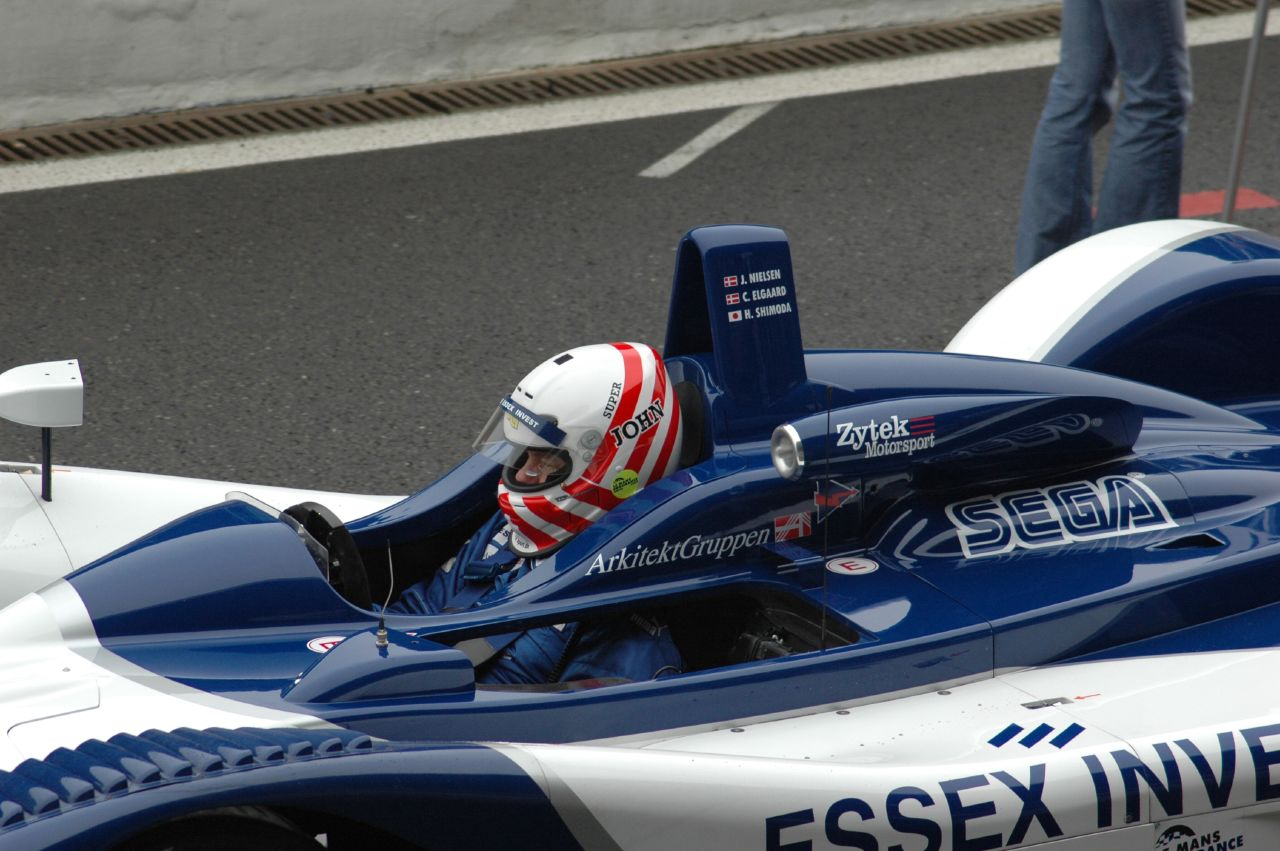
Sur la grille de départ, Zytek a opté pour des pneumatiques intermédiaires et tendres pour John Nielsen.

La course est remportée par la Zytek 04S officielle de John Nielsen, Casper Elgaard et Hayanari Shimoda, mettant fin à la domination de l'Audi R8 détentrice de quatre victoires consécutives en 2004. Durant les premiers tours de piste, John Nielsen est désavantagé par ses pneumatiques intermédiaires, mais comme le relate le pilote, « au bout d'une quinzaine de tours, la piste a commencé à sécher et j'ai su que j'avais fait le bon choix ». Il dépasse en effet la Lister Storm LMP de Jan Magnussen, puis les problèmes rencontrés par la DBA4 03S pilotée par Nicolas Minassian lui permettent de gagner une place de plus, avant de se classer deuxième lors du ravitaillement de l'Audi d'Oreca. L'arrêt aux stands suivant où il n'a pas à changer de pneumatiques lui fait gagner du temps. Au même instant, la première intervention de la voiture de sécurité permet à la Zytek de revenir sur Collard, mais à la relance, le Français reprend une avance importante. C'est dans la troisième heure que la course tourne à l'avantage de la Zytek, lorsque durant son deuxième arrêt, Erik Comas perd trente secondes à redémarrer son moteur. En fin de course, la Zytek tire profit une dernière fois de la situation, puisqu’un safetycar avantageux oblige la Pescarolo à rester bloquée au feu rouge de la voie des stands, alors que la Zytek s'était arrêtée un tour avant le prototype français, ce qui lui permet de rester en piste et de décrocher la victoire. Ainsi, dans des conditions difficiles, la Zytek a tiré son épingle du jeu, Shimoda signant de surcroît le meilleur tour en course. Après la course, John Nielsen rappelle que le dossier de candidature pour les 24 Heures du Mans n'a pas été retenu par l'ACO : « Nous ne savons pas pourquoi nous n'avons pas été retenus au Mans et nous voulons prouver au monde notre valeur. Je suis très fier de mes jeunes équipiers, ce sont de vrais pilotes maintenant ».

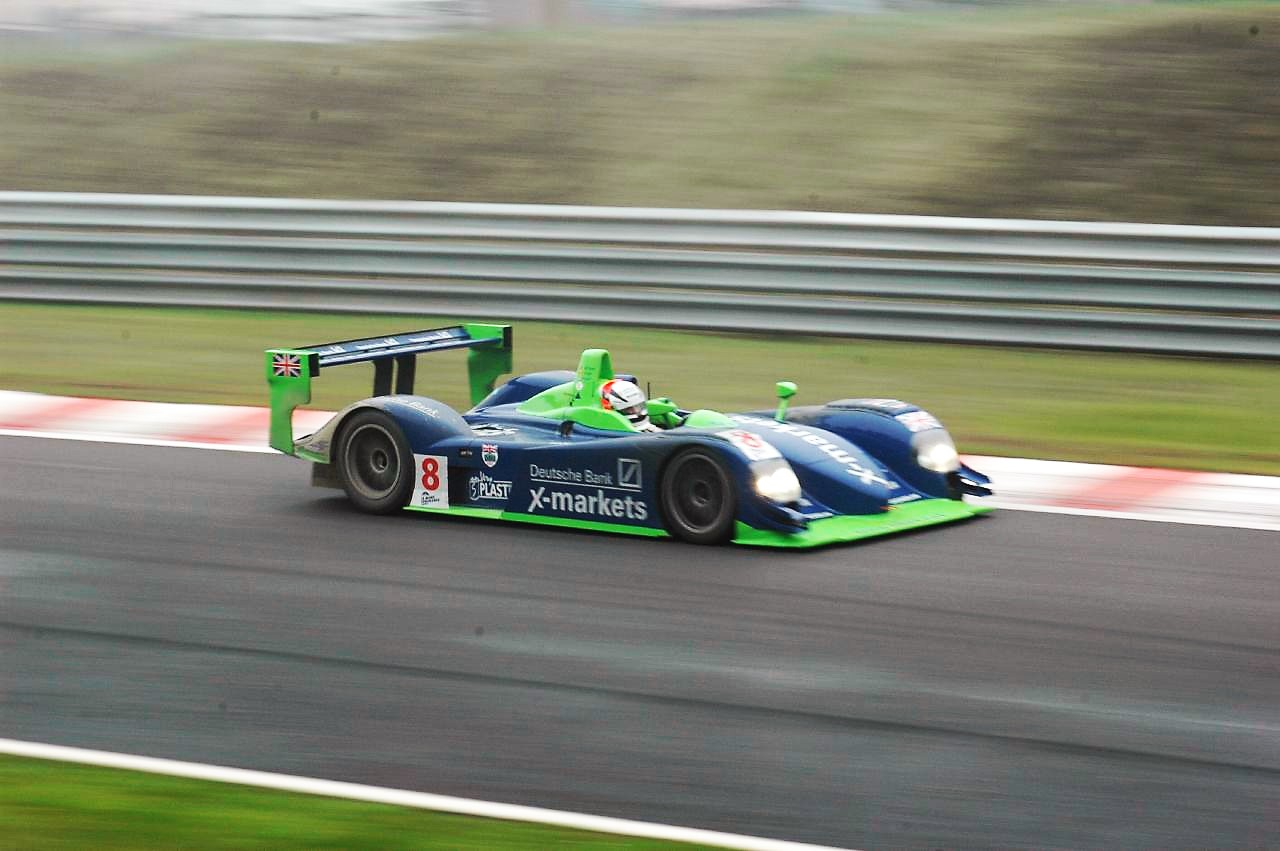
La Dallara SP1 no 8 (ici avec Martin Short) motorisée par Judd obtient la troisième place…

Chez Pescarolo Sport, selon Erik Comas, la course prend une mauvaise tournure lorsqu'il s'arrête prématurément pour passer en pneus lisses dans la troisième heure : « La voiture était réglée pour la pluie et dès que j'ai pris la piste, j'ai vu que je n'arrivais pas à faire monter les slicks en température. La voiture étant nouvelle, nous n'avons pas pu la tester dans ces conditions ». En effet, pour l'ingénieur Claude Galopin, le choix des pneumatiques pluie en début d'épreuve pour le poleman Emmanuel Collard est un choix plus sécuritaire. À cela s'ajoutent trente secondes de perdues lors d'un ravitaillement, alors que Comas a du mal à redémarrer, et l'arrêt aux stands au moment d'un accident, qui oblige le prototype français à patienter au feu de la voie des stands le temps que la voiture de sécurité parcourt un tour entier. Selon certains observateurs, sur un long circuit comme celui de Spa-Francorchamps, l'utilisation de deux voitures de sécurité au lieu d'une aurait atténué cet effet d'attente à un demi-tour. La Pescarolo C60 Hybrid avait pourtant bien débuté la course, en s'octroyant notamment une avance de vingt secondes en dix tours sur l'Audi. Sans ce blocage dans la voie des stands, l'arrivée aurait pu être beaucoup plus serrée entre la Pescarolo et la Zytek.

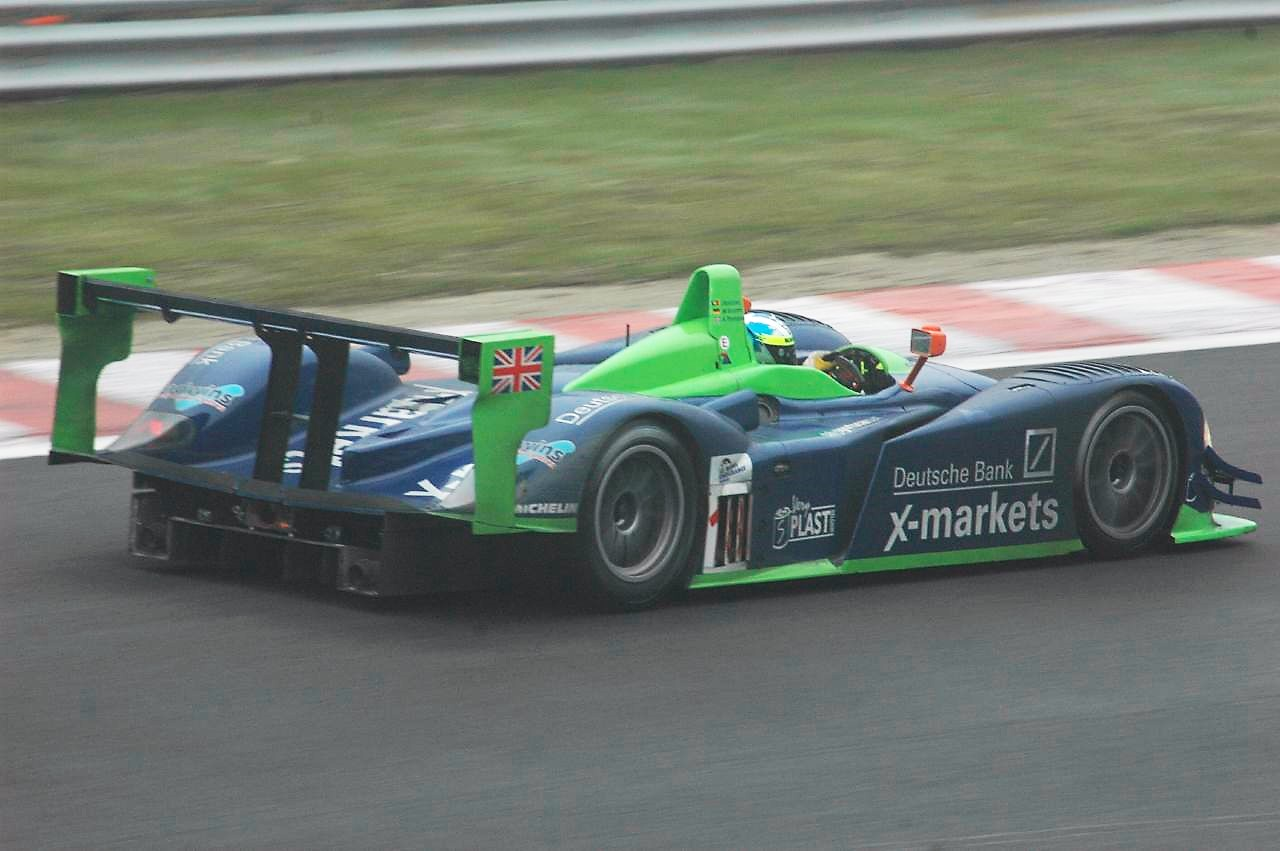
…alors que la no 18 propulsée par un moteur Nissan abandonne sur sortie de piste.

Chez Oreca, l'Audi R8 étant la voiture la moins consommatrice en carburant, l'objectif était d'économiser un arrêt de ravitaillement en carburant en s'arrêtant une fois de moins que la concurrence. En utilisant les deux plus longues interventions de la voiture de sécurité, l'écurie a essayé de gagner près d'1 min 30 s, soit approximativement le temps qu'il faut pour traverser la voie des stands à la vitesse réglementaire. À deux heures de l'abaissement du drapeau à damier, les trois premiers concurrents sont regroupés en 1 min 49 s et l'Audi d'Oreca doit encore s'arrêter une fois, tandis que ses adversaires doivent encore passer deux fois par les stands. Mais une neutralisation de l'épreuve permet à la Zytek no 15 et la Pescarolo no 17 d'économiser à leur tour un arrêt. C'est lors de cette neutralisation que Jean-Marc Gounon part à la faute en chauffant ses pneus. Ne cherchant pas d'alibi particulier, le Français s'explique : « J'ai accéléré et l'arrière est parti ». Les mécaniciens ont tenté de réparer la voiture, mais Hugues de Chaunac, le patron de l'équipe, n'a pas souhaité continuer la réparation, au contraire de l'ingénieur David Floury : « Hugues a dit stop, mais je voulais que les mécanos s'entraînent pour Le Mans. On était sur la bonne stratégie en choisissant de monter les slicks avant tout le monde. On aurait fait un arrêt de moins. Cette course a au moins permis de bien se préparer et de prouver qu'après trois ans sans endurance, l'équipe était toujours dans le coup ». De retour au volant d'un prototype, Stéphane Ortelli a été l'un des pilotes les plus assidus au volant de l'Audi, avec un relais qui a duré près de quatre heures. Victime de deux contacts lors de la course, il s’exprime sur la difficulté qu'ont les pilotes de prototype à doubler les voitures de grand tourisme : « J'ai trop roulé pendant quatre ans dans les Porsche 911, il faut se réhabituer. J'ai dû faire des freinages dans des parties mouillées et certains pilotes ne regardent pas ce qui se passe autour. Mais j'en voulais et le risque en valait la peine. Dommage que ça ne soit pas allé au bout ».
Chez Rollcentre Racing, les deux Dallara SP1 ont roulé groupées avant que la no 18 motorisée par Nissan, qui occupait la cinquième place, n'abandonne. Quant à la voiture sœur (no 8) pilotée par Martin Short, Rob Barff et Vanina Ickx, elle obtient un podium, bien aidée par l'abandon de l'Audi. Pour Martin Short, le résultat est surprenant : « Nous avons commis beaucoup d'erreurs pendant cette course, notamment dans les choix de pneus, et nous sommes surpris d'avoir obtenu ce résultat ». Avant la sortie de piste de Andrew Thomson survenue à 1 h 30 de la fin au niveau de Blanchimont, le moteur Nissan n'a pas rencontré le moindre problème. Vanina Ickx a elle effectué sa première course au volant d'une LMP1. Malgré le fait d'avoir découvert la Dallara sur le circuit de Snetterton la semaine passée, Vanina Ickx n'a pas eu beaucoup de temps pour découvrir toutes les spécificités du pilotage d'un tel prototype : « Sur le plan physique, je ne ressens rien de particulier, peut-être parce qu'à cause de la pluie, nous n'avons pas exploitée au maximum ces autos. Mon problème a été de découvrir tout à la fois : les freins carbones, la performance, les appuis ou la vitesse de pointe ». La pilote belge s'est vue proposer une place dans l'équipage de Martin Short pour les 24 Heures du Mans, mais Vania Ickx est également attendue chez T2M Motorsport, l'écurie avec laquelle elle a débuté en endurance et aux 24 Heures du Mans,.

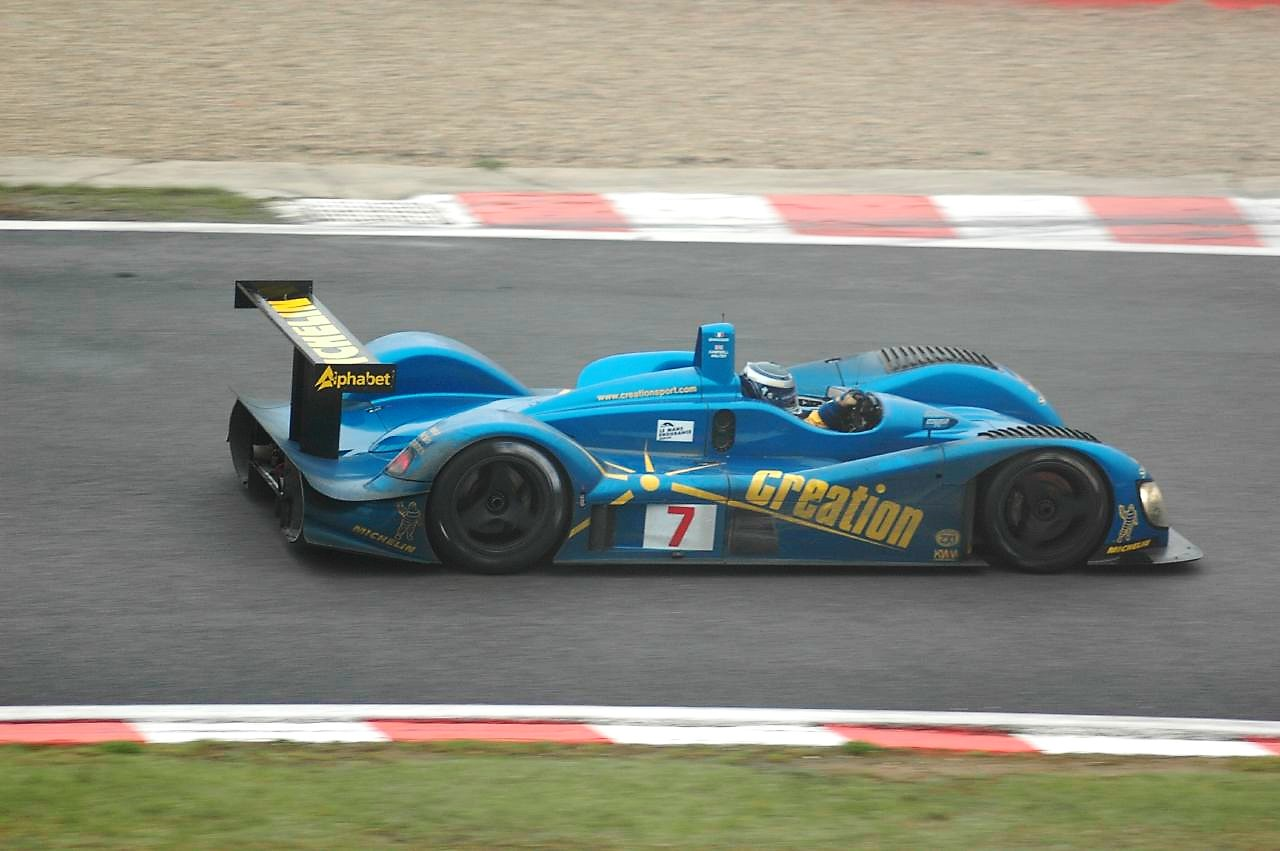
La DBA4 03S de Creation Autosportif s'est montrée compétitive malgré ses problèmes de fiabilité ayant touché l'alternateur, puis la boîte de vitesses.

La DBA4 03S de Creation Autosportif a longtemps été en mesure de s'immiscer dans la lutte pour la victoire. Après avoir débuté l'épreuve en pneumatiques intermédiaires aux mains de Nicolas Minassian, la DBA a rencontré un problème d'alternateur impliquant une intervention qui lui a fait perdre trois tours par rapport au meneur de la course. Après être repartie en treizième position, le prototype britannique connaît divers problèmes de boîte de vitesses mais parvient à remonter jusqu'à la troisième place, avant que la transmission ne tombe en panne à une demi-heure de l'abaissement du drapeau à damier,.
En ce qui concerne l'équipe Courage Compétition, le résultat du weekend n'est pas satisfaisant. Incapable d'exploiter ses pneumatiques sous la pluie, la Courage est seulement quinzième au classement général à l'issue des essais qualificatifs et en course, Jonathan Cochet perd rapidement du terrain face aux autres LMP1 dès les premiers tours. Lors du premier ravitaillement, le Français est perturbé par le mouvement de l'un des mécaniciens de Pescarolo Sport, met un brusque coup de volant à gauche, effleure le rail et vient percuter le bord du muret en béton, éventrant la monocoque du prototype et arrachant la roue arrière gauche qui est restée sous la voiture. Hormis l'incident, les pneumatiques Yokohama n'ont, semble-t-il, pas fonctionné sous la pluie,. Chez Jim Gainer International aussi, la Dome n'est pas équipée de pneus Michelin, dont l'efficacité sur une piste mouillée semble être encore plus grande que sur le sec. Malgré une solide quatrième place à l'arrivée, l'équipage, jugé en deçà du niveau des autres engagés en LMP1, a réalisé une course « transparente ». Chez Lister Racing, malgré le bon début de course de Jan Magnussen, la course s'est soldée par un abandon sur casse de la transmission.

### Catégorie LMP2

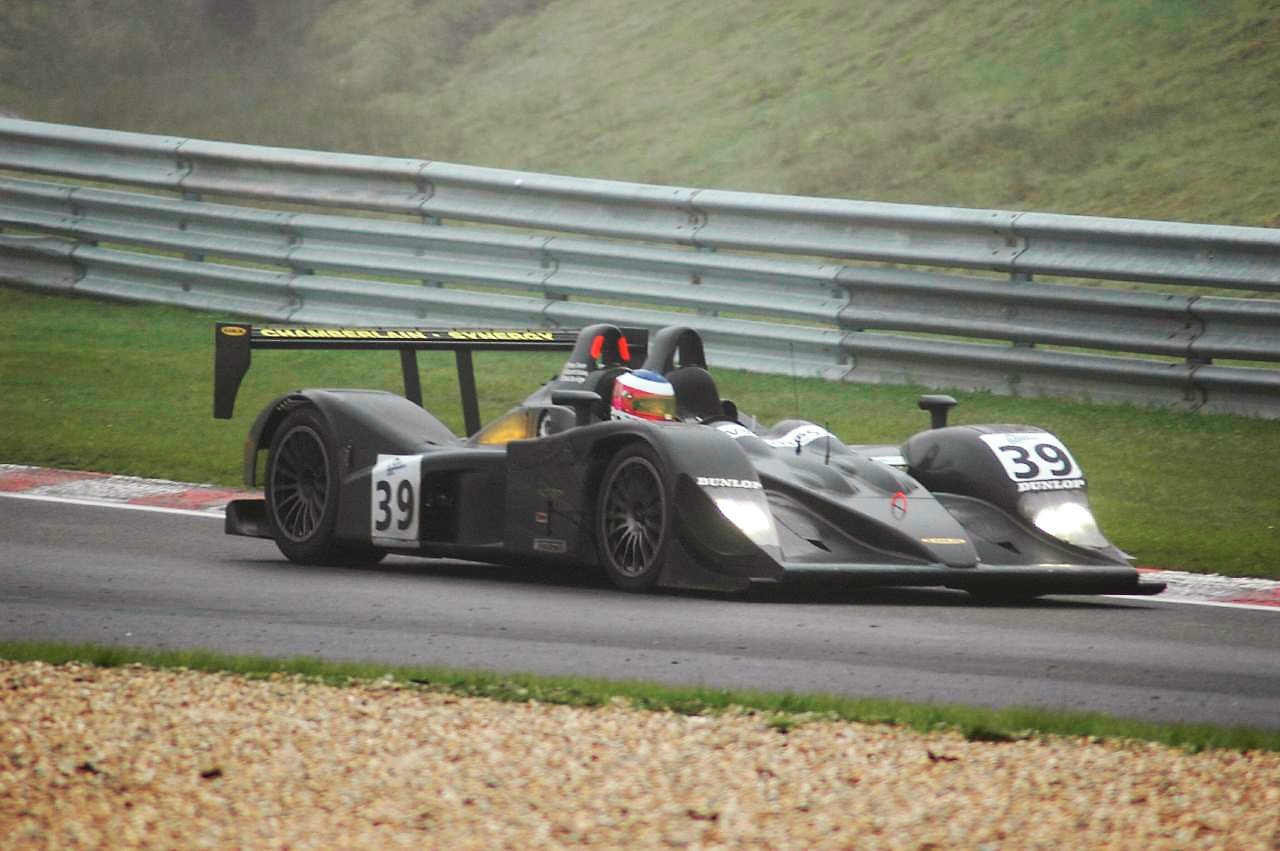
La Lola B05/40 de Chamberlain Synergy Motorsport remporte la catégorie LMP2.

Dans la catégorie LMP2, les prototypes ont rencontré de nombreux problèmes mécaniques, liés à leur pompe à essence, leur alternateur ou encore leur boîte de vitesses, et électriques, liés à leur démarreur, leur batterie voire à l'électronique. Ces ennuis semblent être la première cause des abandons des concurrents en LMP2, au contraire des LMP1 qui ont plutôt abandonné sur accident et sortie de piste. Affectant les équipes avant les 24 Heures du Mans, ces problèmes inquiètent de nombreux observateurs.
La course est remportée par la Lola B05/40 de Chamberlain Synergy Motorsport et pilotée par Bob Berridge, Gareth Evans et Peter Owen. Étant le prototype le plus récent de la catégorie, la Lola B05/40 remporte sa première course, tout en ayant rencontré aucun ennui de fiabilité. Il est à noter que la carrosserie de la Lola n'a pas été peinte et les partenaires ne sont pas tous affichés, l'équipe n'ayant pas eu le temps de mettre en place tous les autocollants.
Malgré un manque de préparation et de mise au point, la Courage C65 du Noël del Bello Racing, pilotée par Christophe Tinseau, Ni Amorim et Christophe Pillon et équipée du nouveau moteur Mecachrome issu du GP2 Series, obtient la deuxième place. En revanche, la Courage no 21, équipée du même moteur, abandonne sur problème d'embrayage. La troisième place revient à l'ancienne Pilbeam MP91 de Pir Compétition pilotée par Pierre Bruneau, Marc Rostan et Jean-Philippe Peugeot,.

### Catégorie GT1
Dans la catégorie GT1, la Ferrari 550 GTS Maranello no 52 de BMS Scuderia Italia, deux fois vainqueur du championnat FIA GT et pilotée par Fabrizio Gollin, Matteo Cressoni et Miguel Ramos, s'impose en s’octroyant la sixième place au classement général,. Fabrizio Gollin a dû se défaire de la seconde Ferrari de la BMS Scuderia Italia pilotée par Christian Pescatori. Quant au deuxième, Christophe Bouchut, il a lutté avec la Ferrari de Tomáš Enge en début d'épreuve,. Malgré un équipage peu homogène, la BMS Scuderia Italia remporte la manche de Spa, dont elle était l'une des favorites. Néanmoins, Robert Pergl, Nikolai Fomenko et Alexei Vasiliev paraissent moins expérimentés que les pilotes de l'équipage vainqueur ; seuls Christophe Bouchut et Tomáš Enge sont parvenus à s'en sortir sous la pluie des Ardennes. Malgré la pointe de vitesse de Matteo Bobbi, la Saleen S7-R n'est pas restée suffisamment longtemps en piste pour pouvoir se mêler à la lutte en raison d'une fiabilité encore trop défaillante. La troisième place revient à la voiture sœur de la BMS Scuderia Italia, pilotée par Christian Pescatori, Michele Bartyan et Toni Seiler.
Chez BMS Scuderia Italia, on célèbre également la première victoire du manufacturier Michelin dans le championnat en catégorie GT1 (anciennement dénommée GTS). L'équipe italienne était également assistée par Care Racing lors de cette épreuve.

### Catégorie GT2
En GT2, le Team LNT donne à la TVR Tuscan T400R sa première victoire en Le Mans Endurance Series, équivalent à une huitième place au général. De surcroît, l'écurie réalise un doublé avec les deux voitures classées dans les dix premiers du classement général. Ce succès s'explique peut-être par la contre-performance des Porsche dont le soutien technique de l'usine n'est plus assuré. Au contraire, lors des 24 Heures du Mans, le Team LNT devrait faire face à des Porsche plus affûtées, comme celles de Flying Lizard Motorsports, Alex Job Racing et Petersen Motorsports.

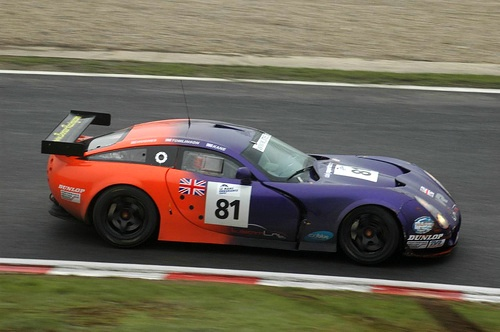
La TVR Tuscan T400R de Team LNT vainqueur à l'arrivée.

Néanmoins, en début d'épreuve, la TVR de Warren Hughes est en lutte avec la Porsche de GruppeM Racing pilotée par Jonny Cocker et celle de Michael Vergers, ainsi que les deux Ferrari 360 Modena GTC de GPC Sport et Scuderia Ecosse. À bord de la TVR no 81, Hughes, qui a effectué un bon début de course, se retrouve deuxième et se maintient à cette place pendant 1 h 15 avant d'être relayé par Jonny Kane ; l'équipage britannique se retrouve rapidement au coude à coude avec la Ferrari de la Scuderia Ecosse pilotée par Andrew Kirkaldy et Nathan Kinch. Au terme d'un duel serré, les deux concurrents ne sont séparés que d'un peu plus d'une seconde après les quatre premières heures de course. Après un long dépassement effectué par la TVR au virage des Combes, où les voitures se sont retrouvées flanc contre flanc, la TVR prend l'avantage. Quelques instants plus tard, alors qu'il tente de rattraper la TVR, Kinch sort de la piste et passe par le bac à gravier à Stavelot, avant que le moteur de la Ferrari finisse par casser, laissant le champ libre à la TVR. La voiture sœur pilotée à cet instant par Marc Hynes assure le doublé en fin d'épreuve. Au niveau du classement, les deux voitures encadrent la Ferrari 550 GTS Maranello de Christophe Bouchut. Malgré cette performance, l'Automobile Club de l'Ouest (ACO) n'a pas retenu l'équipe Team LNT et ses TVR lors des sélections pour les 24 Heures du Mans.

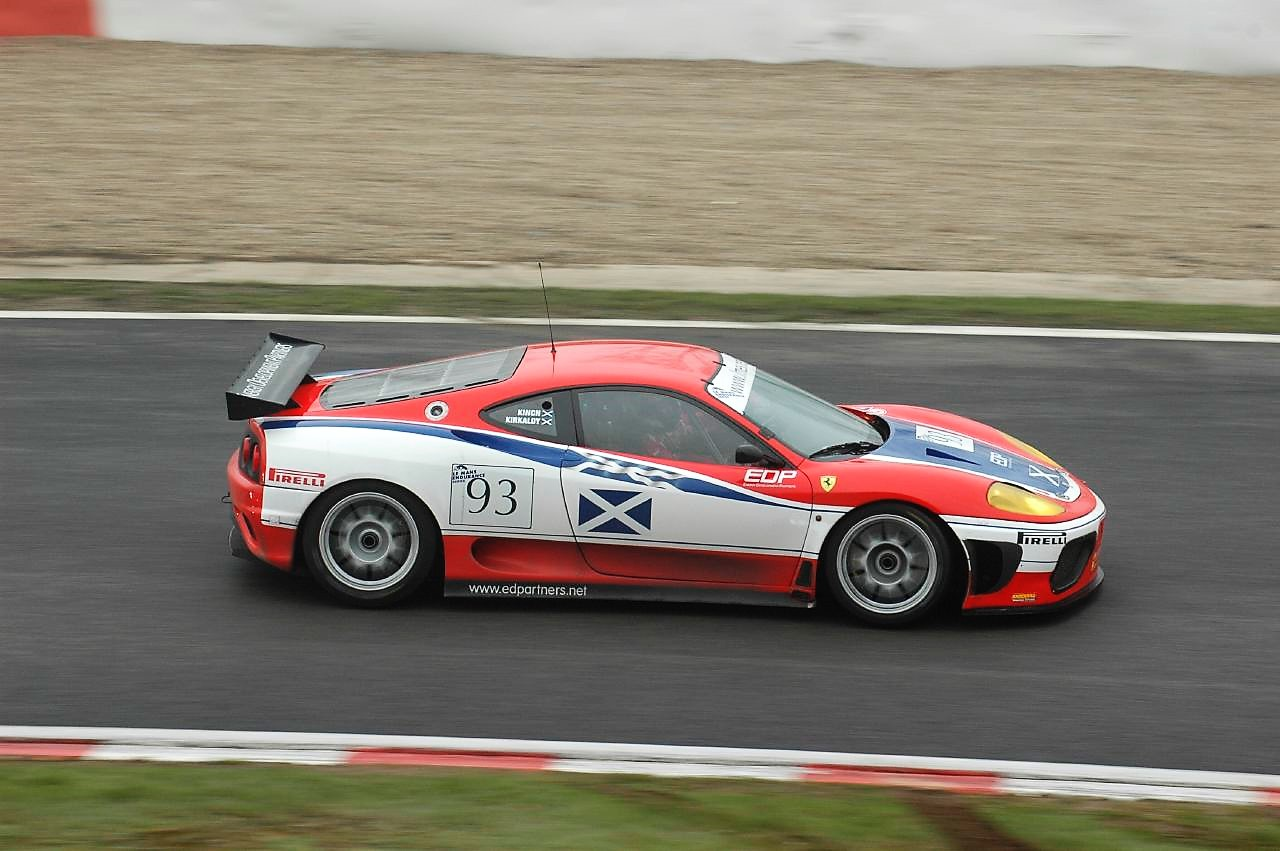
La Ferrari 360 Modena GTC de Scuderia Ecosse a longtemps lutté pour la victoire, avant que son moteur ne subisse une défaillance.

Chez Scuderia Ecosse, le début de course se déroule sans encombre. Andrew Kirkaldy est rapidement en tête du GT2 ; il s'arrête aux stands pour passer en pneumatiques lisses, repasse en tête de l'épreuve à l'occasion d'une période de voiture de sécurité à son avantage, puis est ensuite relayé par son compatriote Nathan Kinch. En sortant des stands, ce dernier se retrouve à devoir jouer des coudes avec Jonny Kane, le pilote TVR. Après un long duel, remporté par Kane, le moteur de la Ferrari de Kinch rencontre une chute de la pression d'huile à quinze minutes de la fin, ce qui l'oblige à abandonner. Pour Kirkaldy, son long relais n'a pas été de tout repos : « Pour un triple relais, ça a été très rapide. La voiture fonctionnait bien, mais il y avait beaucoup de choses à penser, il y avait des pilotes partout autour de moi ». Nathan Kinch s'exprime sur ses relais : « J'ai vraiment apprécié mon premier relais. C'était bien d'avoir une course aussi serrée dans une épreuve d'endurance. Au début de mon deuxième relais, la voiture venait juste de sous-virer au virage dix ; une combinaison de la piste glissante et de nouvelles nappes. C’est très frustrant, mais il ne sert à rien de rester là-dessus ».

## Classements du championnat à l'issue de la course

### Catégorie LMP1
| Pos. | Pilote                   | Équipe                   | Points |
| ---- | ------------------------ | ------------------------ | ------ |
| 1er= | John Nielsen             | Zytek Engineering        | 10     |
| 1er= | Casper Elgaard           | Zytek Engineering        | 10     |
| 1er= | Hayanari Shimoda         | Zytek Engineering        | 10     |
| 2=   | Emmanuel Collard         | Pescarolo Sport          | 8      |
| 2=   | Jean-Christophe Boullion | Pescarolo Sport          | 8      |
| 2=   | Érik Comas               | Pescarolo Sport          | 8      |
| 3=   | Martin Short             | Rollcentre Racing        | 6      |
| 3=   | Rob Barff                | Rollcentre Racing        | 6      |
| 3=   | Vanina Ickx              | Rollcentre Racing        | 6      |
| 4=   | Ryō Michigami            | Jim Gainer International | 5      |
| 4=   | Shigekazu Wakisaka       | Jim Gainer International | 5      |
| 4=   | Seiji Ara                | Jim Gainer International | 5      |

| Pos. | Équipe                   | Points |
| ---- | ------------------------ | ------ |
| 1er  | Zytek Engineering        | 10     |
| 2    | Pescarolo Sport          | 8      |
| 3    | Rollcentre Racing        | 6      |
| 4    | Jim Gainer International | 5      |

### Catégorie LMP2
| Pos. | Pilote                | Équipe                         | Points |
| ---- | --------------------- | ------------------------------ | ------ |
| 1er= | Bob Berridge          | Chamberlain Synergy Motorsport | 10     |
| 1er= | Gareth Evans          | Chamberlain Synergy Motorsport | 10     |
| 1er= | Peter Owen            | Chamberlain Synergy Motorsport | 10     |
| 2=   | Christophe Tinseau    | Noël del Bello                 | 8      |
| 2=   | Ni Amorim             | Noël del Bello                 | 8      |
| 2=   | Christophe Pillon     | Noël del Bello                 | 8      |
| 3=   | Pierre Bruneau        | Pierre Bruneau                 | 6      |
| 3=   | Marc Rostan           | Pierre Bruneau                 | 6      |
| 3=   | Jean-Philippe Peugeot | Pierre Bruneau                 | 6      |
| 4=   | Mike Newton           | RML                            | 5      |
| 4=   | Thomas Erdos          | RML                            | 5      |
| 5=   | Mauro Prospero        | Scuderia Villorba Corse        | 4      |
| 5=   | Sébastien Ugeux       | Scuderia Villorba Corse        | 4      |
| 6=   | Claude-Yves Gosselin  | Paul Belmondo Racing           | 3      |
| 6=   | Vincent Vosse         | Paul Belmondo Racing           | 3      |
| 6=   | Karim Ojjeh           | Paul Belmondo Racing           | 3      |

| Pos. | Équipe                         | Points |
| ---- | ------------------------------ | ------ |
| 1er  | Chamberlain Synergy Motorsport | 10     |
| 2    | Noël del Bello                 | 8      |
| 3    | Pierre Bruneau                 | 6      |
| 4    | RML                            | 5      |
| 5    | Scuderia Villorba Corse        | 4      |
| 6    | Paul Belmondo Racing           | 3      |

### Catégorie GT1
| Pos. | Pilote              | Équipe              | Points |
| ---- | ------------------- | ------------------- | ------ |
| 1er= | Fabrizio Gollin     | BMS Scuderia Italia | 10     |
| 1er= | Matteo Cressoni     | BMS Scuderia Italia | 10     |
| 1er= | Miguel Ramos        | BMS Scuderia Italia | 10     |
| 2=   | Alexei Vasiliev     | Convers Team        | 8      |
| 2=   | Nikolaï Fomenko     | Convers Team        | 8      |
| 2=   | Christophe Bouchut  | Convers Team        | 8      |
| 3=   | Christian Pescatori | BMS Scuderia Italia | 6      |
| 3=   | Michele Bartyan     | BMS Scuderia Italia | 6      |
| 3=   | Toni Seiler         | BMS Scuderia Italia | 6      |

| Pos. | Équipe              | Points |
| ---- | ------------------- | ------ |
| 1er  | BMS Scuderia Italia | 10     |
| 2    | Convers Team        | 8      |
| 3    | BMS Scuderia Italia | 6      |

### Catégorie GT2
| Pos. | Pilote                | Équipe                  | Points |
| ---- | --------------------- | ----------------------- | ------ |
| 1er= | Warren Hughes         | Team LNT                | 10     |
| 1er= | Lawrence Tomlinson    | Team LNT                | 10     |
| 1er= | Jonny Kane            | Team LNT                | 10     |
| 2=   | Marc Hynes            | Team LNT                | 8      |
| 2=   | Patrick Pearce        | Team LNT                | 8      |
| 2=   | Jason Templeman       | Team LNT                | 8      |
| 3=   | Luigi Moccia          | Autorlando Sport        | 6      |
| 3=   | Franco Groppi         | Autorlando Sport        | 6      |
| 3=   | Joël Camathias        | Autorlando Sport        | 6      |
| 4=   | Horst Felbermayr, Sr. | Seikel Motorsport       | 5      |
| 4=   | Horst Felbermayr, Jr. | Seikel Motorsport       | 5      |
| 4=   | Philip Collin         | Seikel Motorsport       | 5      |
| 5=   | Fabio Babini          | GPC Sport               | 4      |
| 5=   | Gabrio Rosa           | GPC Sport               | 4      |
| 5=   | Luca Drudi            | GPC Sport               | 4      |
| 6=   | Yves Lambert          | Ice Pol Racing Team     | 3      |
| 6=   | Christian Lefort      | Ice Pol Racing Team     | 3      |
| 6=   | Markus Palttala       | Ice Pol Racing Team     | 3      |
| 7=   | John Hartshorne       | Racesport Peninsula TVR | 2      |
| 7=   | Daniel Eagling        | Racesport Peninsula TVR | 2      |
| 7=   | Richard Stanton       | Racesport Peninsula TVR | 2      |
| 8=   | Jens Petersen         | JP Racing               | 1      |
| 8=   | Jan-Dirk Leuders      | JP Racing               | 1      |
| 8=   | Nicolas Leutwiler     | JP Racing               | 1      |

| Pos. | Équipe                  | Points |
| ---- | ----------------------- | ------ |
| 1er  | Team LNT                | 10     |
| 2    | Team LNT                | 8      |
| 3    | Autorlando Sport        | 6      |
| 4    | Seikel Motorsport       | 5      |
| 5    | GPC Sport               | 4      |
| 6    | Ice Pol Racing Team     | 3      |
| 7    | Racesport Peninsula TVR | 2      |
| 8    | JP Racing               | 1      |

## Statistiques

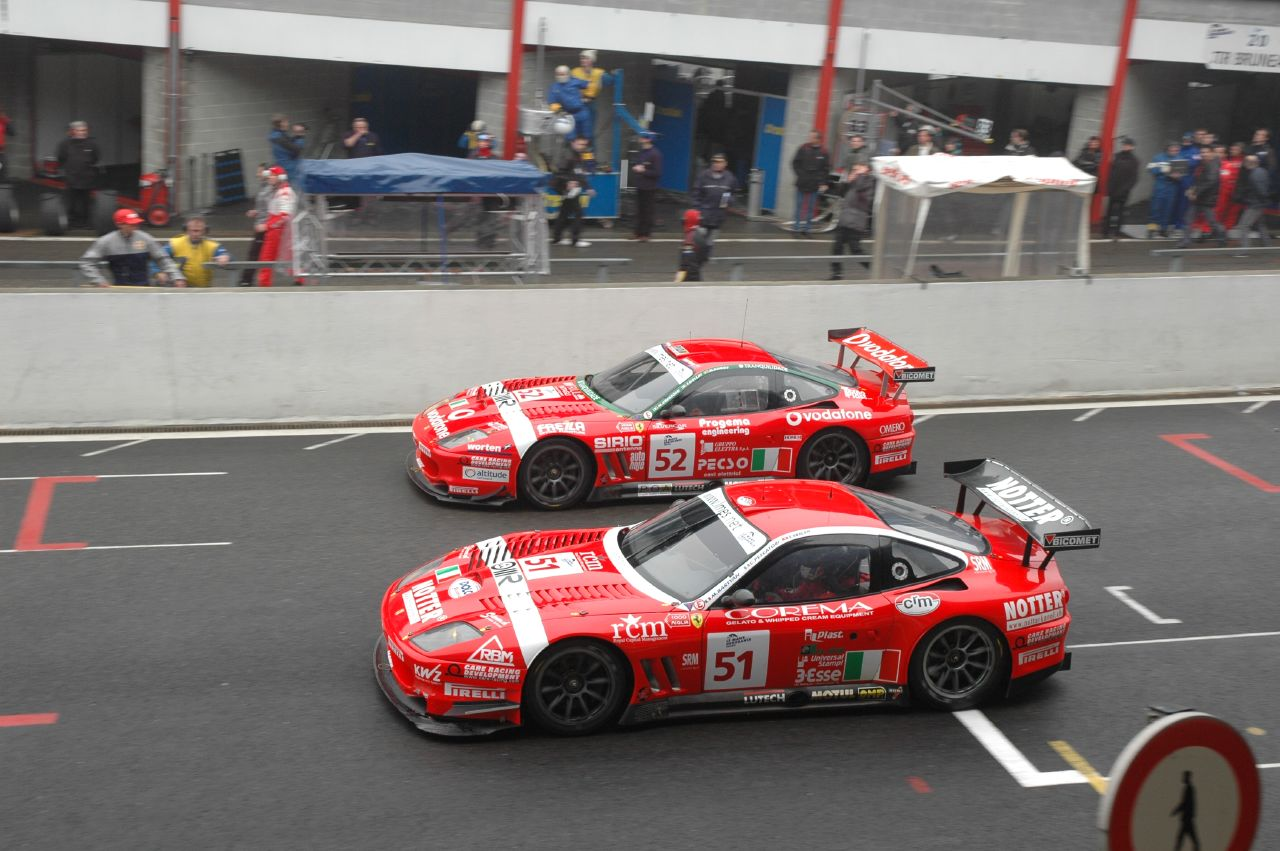
Les deux Ferrari 550 GTS Maranello de la BMS Scuderia Italia franchissant la ligne ensemble.

Les 1 000 kilomètres de Spa 2005 représentent :
- Le record d'engagés sur une course des Le Mans Endurance Series, avec quarante-sept voitures au départ[8],[11] ;
- La première course dans la catégorie LMP1 pour les écuries Oreca et Jim Gainer International[8] ;
- La première victoire de la Lola B05/40 en Le Mans Endurance Series[8],[10] ;
- La premier doublé et la première victoire de l'écurie Team LNT en Le Mans Endurance Series[10],[25] ;
- La première course et la première victoire de la BMS Scuderia Italia en Le Mans Endurance Series[10] ;
- La première course de l'écurie Spyker Squadron en Le Mans Endurance Series[8] ;
- La première victoire de Michelin en tant que fournisseur pour une équipe de la catégorie GT1 dans une course de Le Mans Endurance Series[24].